# Eugénie de Montijo
« Impératrice Eugénie » redirige ici. Pour les autres significations, voir Impératrice Eugénie (paquebot) et Montijo.
María Eugenia Ignacia Agustina de Palafox y Kirkpatrick, 19e comtesse de Teba — dite Eugénie de Montijo — née le 5 mai 1826 à Grenade (Espagne) et morte le 11 juillet 1920 à Madrid (Espagne), est l'épouse de Napoléon III, empereur des Français. À ce titre, elle porte le titre d'impératrice des Français du 29 janvier 1853 au 4 septembre 1870.
D'origine espagnole, elle rencontre le tout premier président de la République française, alors Louis-Napoléon Bonaparte, en 1849 et l'épouse en 1853, après qu'il a été proclamé empereur. Après avoir rencontré une certaine difficulté à enfanter, elle donne naissance en 1856 à Louis-Napoléon Bonaparte, fils unique du couple impérial et héritier de l'Empire.
Les années 1870 sont difficiles pour Eugénie. Le régime disparaît en effet à la suite de la guerre franco-prussienne de 1870-1871, puis elle voit successivement le décès de son époux en 1873 et de son fils unique en 1879. Réfugiée en exil au Royaume-Uni depuis la fin du Second Empire, elle meurt à 94 ans au palais de Liria à Madrid, dans son pays natal. Elle est inhumée dans la crypte impériale de l'abbaye Saint-Michel de Farnborough, en Angleterre, avec son époux et son fils.
En raison de la régence qu'elle exerça au cours de la guerre de 1870, elle est la dernière femme à avoir gouverné la France avec les prérogatives d'un chef d'État,.
Décédée en 1920, Eugénie de Montijo a connu la Première Guerre mondiale, la révolution russe, ou encore la création du cinéma.
Par ailleurs, elle est aussi la seule souveraine de France à avoir été photographiée à prise de vue réelle.

## Jeunesse

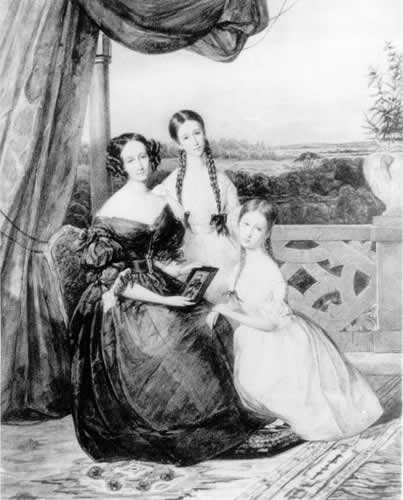
María Manuela KirkPatrick et ses deux filles Maria et Eugénie.

Eugénie est née à Grenade en Espagne le 5 mai 1826 au 12 de la calle de Gracia. Elle est la fille cadette du comte et de la comtesse de Teba.
Son père, don Cipriano de Palafox y Portocarrero (1784-1839), comte de Teba, frère cadet du comte de Montijo — dont il reprend plus tard le titre — s'était rallié à la France sous le Premier Empire. Jeune officier d'artillerie, à la tête des élèves de l'École polytechnique, il participa à la bataille de Paris en 1814 et fut fait Grand d'Espagne en 1834.
Au regard du peuple espagnol, il est un « afrancesado », c'est-à-dire quelqu'un qui, pendant la guerre d'indépendance espagnole, a pris le parti de la France bonapartiste.
Sa mère, María Manuela Kirkpatrick de Closeburn y de Grévignée (1794-1879), une aristocrate d'origine écossaise et belge, est la fille de l'Écossais William Kirkpatrick, qui fut nommé consul des États-Unis à Malaga,, et la nièce du comte Mathieu de Lesseps.
La famille Kirkpatrick fut admise dans la noblesse espagnole et était apparentée aux baronnets Kirkpatrick de Closeburn (en).
La sœur aînée de la future impératrice, María Francisca de Sales (24 janvier 1825 – 16 septembre 1860), connue sous le nom de Paca, hérita du titre de Montijo et d'autres titres familiaux, en tant qu'aînée ; elle devint grande d'Espagne. Elle épousa à Madrid le 14 février 1848 le duc d'Albe, propriétaire entre autres immenses biens, du palais de Liria à Madrid, où mourut l'ex-impératrice soixante ans après sa sœur.
La future impératrice et sa sœur aînée sont éduquées dans le culte napoléonien. Fuyant les remous des guerres carlistes, la comtesse de Montijo emmène dès 1834 ses deux filles en France, notamment dans la station balnéaire de Biarritz, proche de la frontière espagnole. La future impératrice en fait sa villégiature après y avoir séjourné deux mois en 1854 et Napoléon III lui construit un palais.
Eugénie, comtesse de Teba, est éduquée à Paris au couvent du Sacré-Cœur, où elle reçoit la formation traditionnelle de la noblesse de l'époque. Sa mère, devenue veuve en 1839, confie l'instruction de ses deux jeunes filles, Paca et Eugénie, à Stendhal, qui leur enseigne l’histoire, essentiellement des anecdotes sur le règne de Napoléon, qu'il a connu, et à son grand ami Mérimée, qui se charge du français, et qui reste d'ailleurs toute sa vie proche d'Eugénie.

## Mariage avecNapoléonIII

### Rencontre

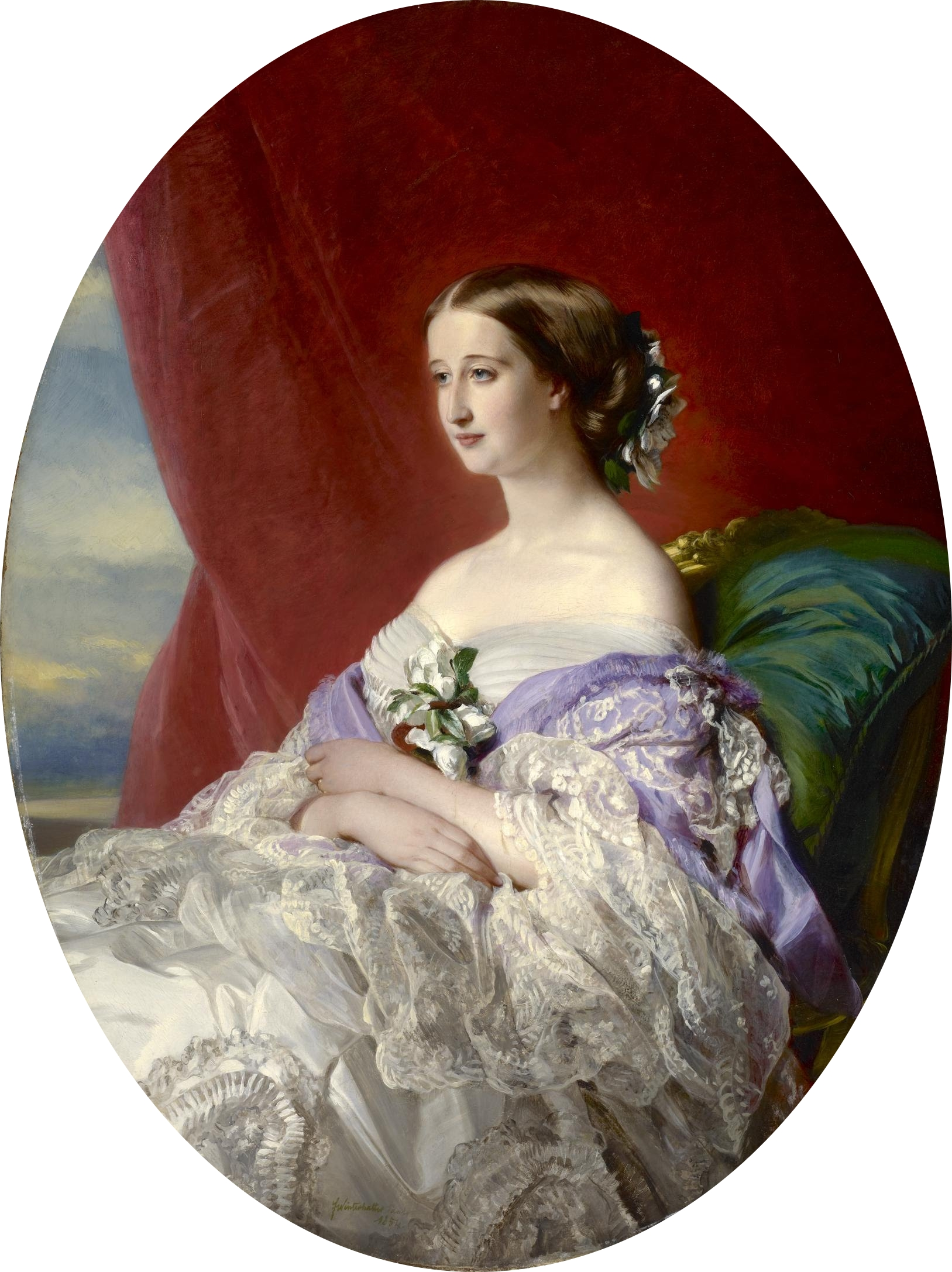
L'impératrice Eugénie.

En 1849, Eugénie fait la connaissance de Louis-Napoléon Bonaparte, président de la République française, dans l'hôtel de Mathilde Bonaparte, puis lors de réceptions à l'Élysée. Dès leur rencontre celui qui n'est alors que le « prince-président » est séduit. Le siège qu'il entreprend auprès d'Eugénie dure deux ans, sa cour assidue lors de séjours au château de Compiègne étant à l'origine de l'épisode du « trèfle de Compiègne ».

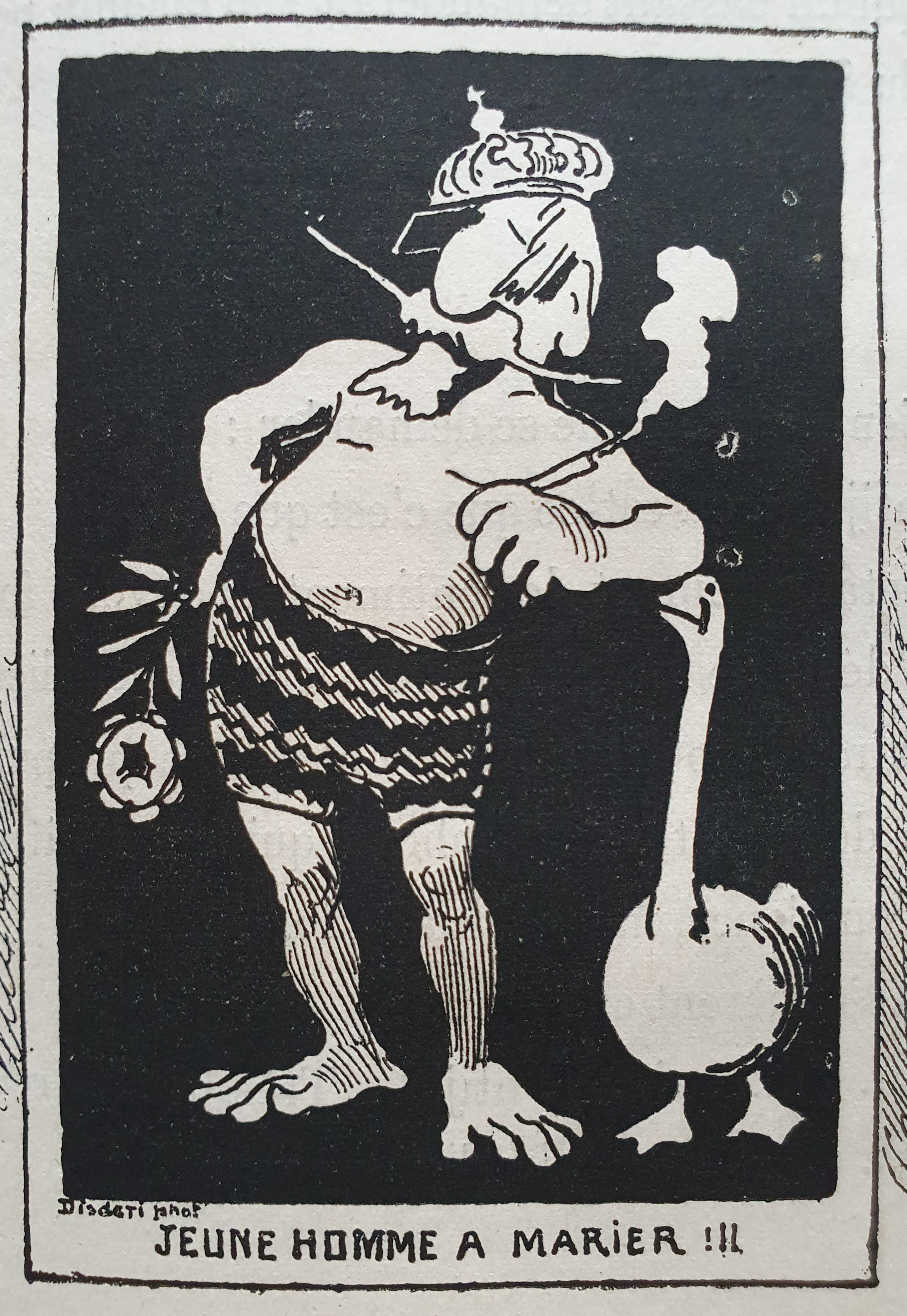
Caricature sur les difficultés matrimoniales de Napoléon III dans lHistoire tintamarresque de Napoléon III, Touchatout, 1877.

Les familiers du président (bientôt empereur) sont au début assez partagés envers la comtesse espagnole, certains souhaitant que Louis-Napoléon se lie avec une famille régnante, comme autrefois Napoléon Ier avec Marie-Louise. Par ailleurs, les souverains européens, même ceux apparentés à la famille Bonaparte (comme les parents de la reine de Saxe, Caroline de Vasa), sont fort peu enclins à donner une de leurs filles en mariage à un empereur au trône mal assuré et qu'ils regardent comme un parvenu pour ne pas dire un aventurier.
Le 12 janvier 1853, un incident lors d'un bal aux Tuileries, où la jeune Espagnole est traitée d'aventurière par l'épouse du ministre de l'Instruction publique Hippolyte Fortoul, précipite la décision de Napoléon III de demander Eugénie en mariage alors qu'il vient de mettre un terme à sa relation avec Miss Howard.

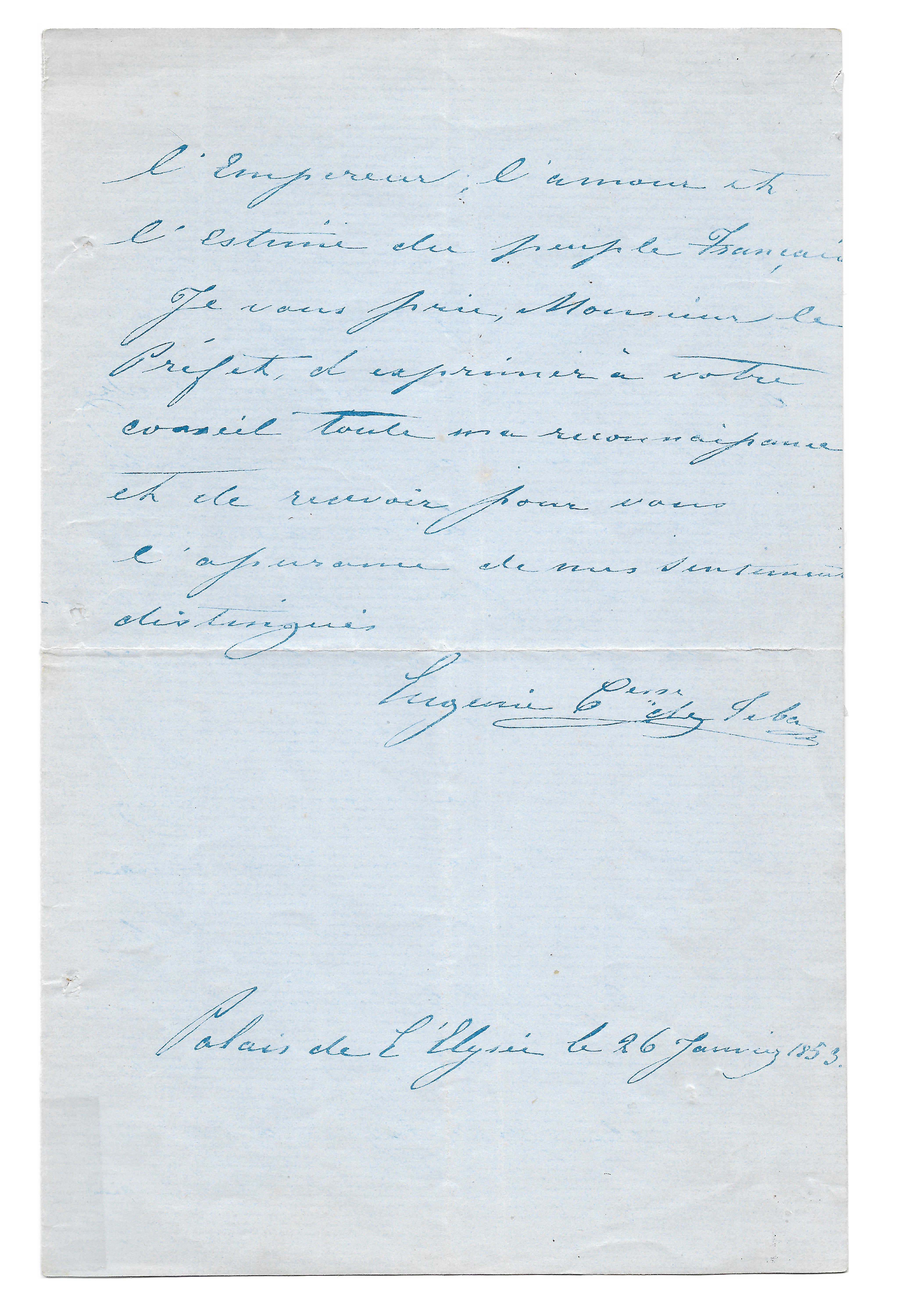
Célèbre lettre d'Eugénie, alors comtesse de Teba, en date du 26 janvier 1853, deux jours avant son mariage avec Napoléon III. Elle refuse la parure que le conseil municipal de Paris souhaitait lui offrir pour la cérémonie. Collection : Le Manuscrit français.

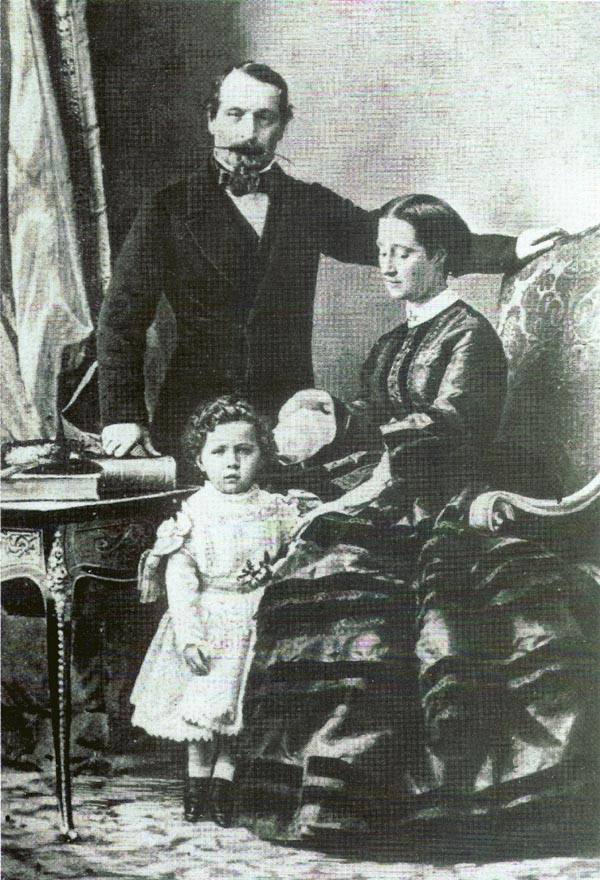
Napoléon III, Eugénie et le prince impérial dans les années 1860.

Aux Tuileries, dans sa communication du 22 janvier 1853 devant le Sénat, le Corps législatif et le Conseil d'État, l'Empereur déclare :

« Celle qui est devenue l'objet de ma préférence est d'une naissance élevée. Française par le cœur, par l'éducation, par le souvenir du sang que versa son père pour la cause de l'Empire, elle a, comme Espagnole, l'avantage de ne pas avoir en France de famille à laquelle il faille donner honneurs et dignités. Douée de toutes les qualités de l'âme, elle sera l'ornement du trône, comme, au jour du danger, elle deviendrait un de ses courageux appuis. Catholique et pieuse, elle adressera au ciel les mêmes prières que moi pour le bonheur de la France ; gracieuse et bonne, elle fera revivre dans la même position, j'en ai le ferme espoir, les vertus de l'Impératrice Joséphine. […] Je viens donc, Messieurs, dire à la France : J'ai préféré une femme que j'aime et que je respecte, à une femme inconnue dont l'alliance eût eu des avantages mêlés de sacrifices. Sans témoigner de dédain pour personne, je cède à mon penchant, mais après avoir consulté ma raison et mes convictions. »

### Cérémonie de mariage
L'acte du mariage civil est enregistré au palais des Tuileries dans la salle des Maréchaux, le 29 janvier 1853 à 20 heures. Le mariage religieux suit à Notre-Dame de Paris le 30 janvier 1853. Pour cette occasion, l'Empereur signe 3 000 ordres de grâce et fait savoir que toutes les dépenses du mariage seraient imputées sur le budget de sa liste civile alors qu'Eugénie refuse une parure de diamants offerte par la ville de Paris et demande que la somme correspondante soit consacrée à la construction d'un orphelinat, qui sera édifié sur l'emplacement de l’ancien marché à fourrages du faubourg Saint-Antoine, dans le 12e arrondissement de Paris. L’architecte Jacques Hittorff sera chargé de sa conception : il donne aux bâtiments la forme d’un collier. L'école inaugurée le 28 décembre 1856, prend le nom de maison Eugène-Napoléon en l’honneur du jeune Louis-Napoléon Bonaparte (1856-1879), né en 1856.
La lune de miel a lieu au parc de Villeneuve-l'Étang, à Marnes-la-Coquette, au cœur du domaine national de Saint-Cloud, domaine acquis par le futur Empereur ; quelques semaines plus tard, l'Impératrice est enceinte, mais perd l'enfant après une chute de cheval.
Une nouvelle grossesse n'intervient que deux ans plus tard, au début de l'été 1855. Louis Napoléon, fils unique de Napoléon III et d’Eugénie, naît le 16 mars 1856. L’événement est encore l’occasion pour Napoléon III d’annoncer une nouvelle amnistie pour les proscrits du 2 décembre, alors que 600 000 habitants de Paris (un Parisien sur deux) se cotisent pour offrir un cadeau à l’Impératrice. Le 17 au matin, une salve de cent un coups de canon annonce ce grand événement au pays. L'Empereur a décidé qu'il serait parrain et l'Impératrice marraine de tous les enfants légitimes nés en France en cette journée du 16 mars, qui, au nombre de 3 000, furent pensionnés.

« L'Impératrice venait de remplir sa principale mission. Elle avait donné à son époux un fils, et à l'Empire un héritier. L'enfant était né un jour de triomphe, le jour des Rameaux… Ce qui charmait surtout l'heureuse mère, c'est que cet enfant si désiré était non seulement un fils de France, mais un fils de l'Église et que, filleul du Pape, la bénédiction du Saint-Père planait sur son berceau. »

Le 17 juillet suivant, l'Empereur rédige à Plombières-les-Bains les dispositions concernant la régence, qu'il confie à l'Impératrice.

« (article 2) - Si l'Empereur mineur monte sur le Trône sans que l'Empereur son père ait disposé, par acte rendu public avant son décès, de la Régence de l'Empire, l'Impératrice Mère est Régente et a la garde de son fils mineur. »

## Impératrice des Français

### Personnalité d'Eugénie

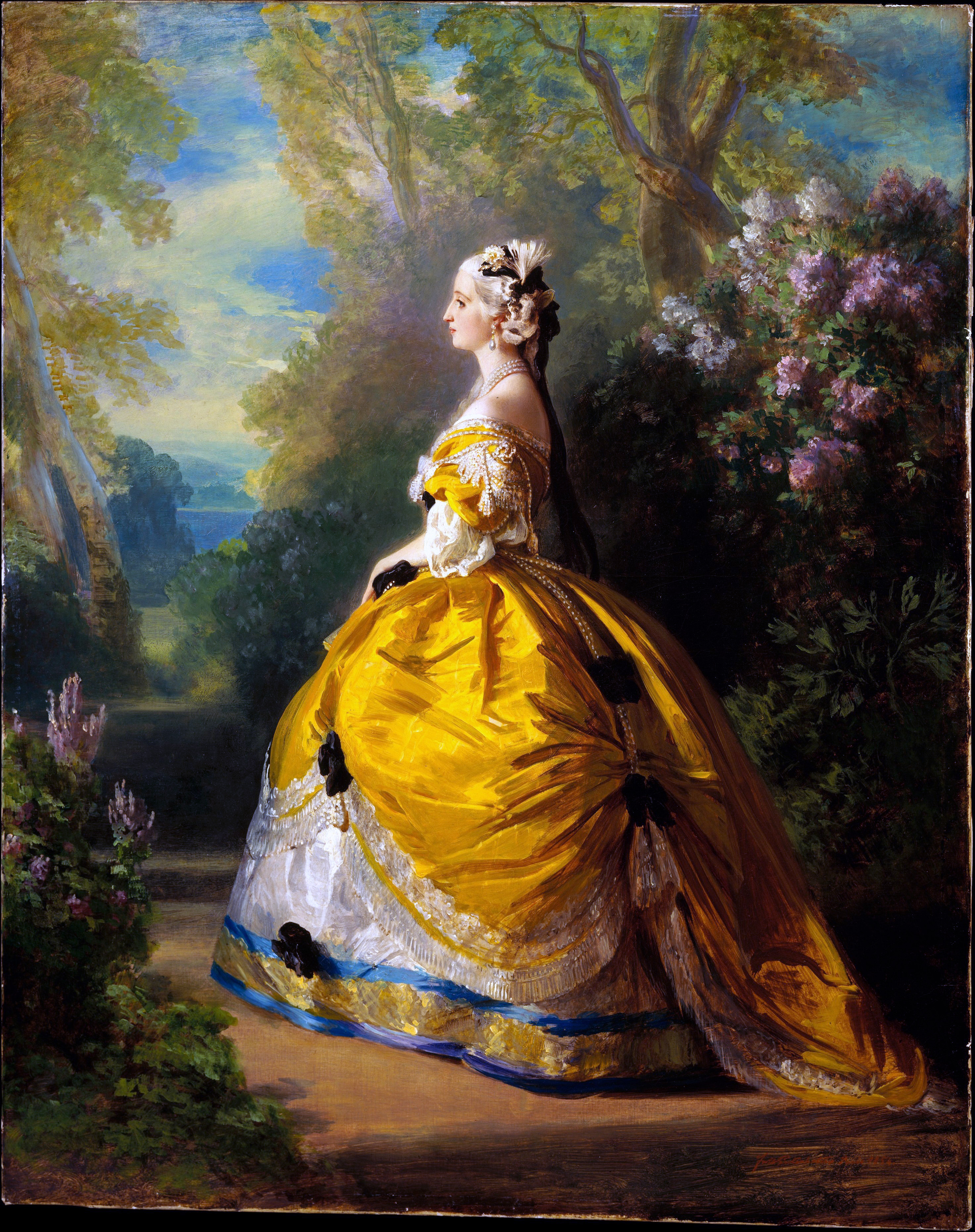
L'impératrice Eugénie habillée en Marie-Antoinette, par Winterhalter (1854).

Eugénie est surnommée Badinguette par les opposants à l'Empire (en référence au sobriquet donné au futur empereur à la suite de sa célèbre évasion du fort de Ham, avec le concours d'Henri Conneau, déguisé avec la veste de travail d'un maçon qui portait le nom de Badinguet). Ces opposants prétextent de son âge avancé de vingt-sept ans et de sa beauté qui a fait tourner bien des têtes pour lui faire une mauvaise réputation. Victor Hugo ose même écrire : « l'Aigle épouse une cocotte » et une épigramme malveillante et anonyme a couru dans Paris :

« Montijo, plus belle que sage,
De l'Empereur comble les vœux :
Ce soir s'il trouve un pucelage,
C'est que la belle en avait deux… »

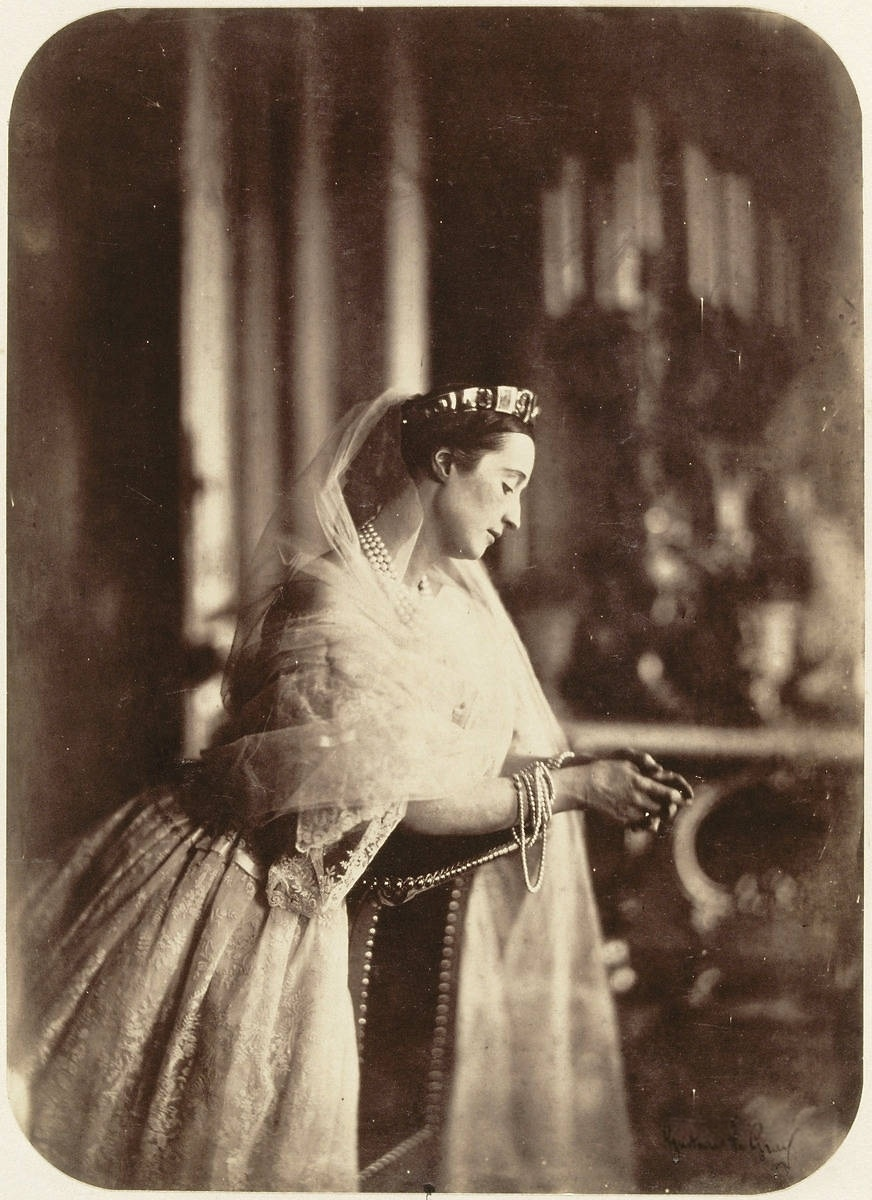
L'impératrice Eugénie (1856).

D'une beauté éclatante, elle avait acquis une grande liberté d'allure, était passionnée et séductrice, voire provocante, avec la retenue des canons de l'époque.
Son culte sentimental pour Marie-Antoinette est illustré par le portrait en robe « à paniers » par Franz Xaver Winterhalter ; son peintre favori exécuta aussi en 1862 le portrait de sa sœur la duchesse d'Albe, et son propre portrait qu'elle offrit à son beau-frère, qui fut placé dans le « salon des Miniatures » du palais Liria à Madrid, où elle aimait se tenir.
Maxime Du Camp, dans ses Souvenirs d'un demi-siècle, la dépeint ainsi :
« L'écroulement de l’Empire, l'affaissement de la France prouvent que Napoléon III a commis bien des fautes ; la plus grave que l'on puisse lui reprocher, celle qui fut de conséquence mortelle, c’est d’avoir épousé Eugénie de Montijo. Jamais créature plus futile ne mit au service d’une ambition désordonnée une plus médiocre intelligence. Elle exerça sur les mœurs extérieures une influence détestable, elle eut sa camarilla, sa cour, ses partisans ; elle eut sa politique et poussa le pays dans des aventures dont elle était incapable de calculer la portée, ni de prévoir l’issue. Elle a été funeste, et sa beauté, qui fut merveilleuse, ne l’absout pas. […J]e dirais volontiers : “C'était une écuyère.” Il y avait autour d'elle comme un nuage de cold cream et de patchouli ; superstitieuse, superficielle, ne se déplaisant pas aux grivoiseries, toujours préoccupée de l'impression qu'elle produisait, essayant des effets d'épaules et de poitrine, les cheveux teints, le visage fardé, les yeux bordés de noir, les lèvres frottées de rouge, il lui manquait, pour être dans son vrai milieu, la musique du cirque olympique, le petit galop du cheval martingalé, le cerceau que l'on franchit d'un bond et le baiser envoyé aux spectateurs sur le pommeau de la cravache. »
Le jeune Julien Viaud la vit passer un jour à Paris dans une voiture découverte et garda d'elle un souvenir ébloui ; devenu l'écrivain Pierre Loti, il l'évoque dans ses souvenirs.

### Influence politique
Sur le plan politique, catholique ultramontaine, elle veut que la France soutienne le pape Pie IX par les armes (création du corps des zouaves pontificaux), alors que Napoléon III était favorable à la libéralisation des autres États italiens. On prête à l'empereur une boutade dans laquelle il qualifia l'impératrice de « légitimiste », ce à quoi elle aurait répondu : « Légitimiste, moi ? Je ne suis pas si bête ! Sans doute j'ai toujours éprouvé du respect pour les Bourbons. Je n'aime pas les Orléans. Ils ne représentent aucun principe. Je crois qu'on ne peut régner que par une tradition séculaire ou par le vœu éclatant du pays ». De fait, elle partageait l'essentiel de la doctrine bonapartiste,.

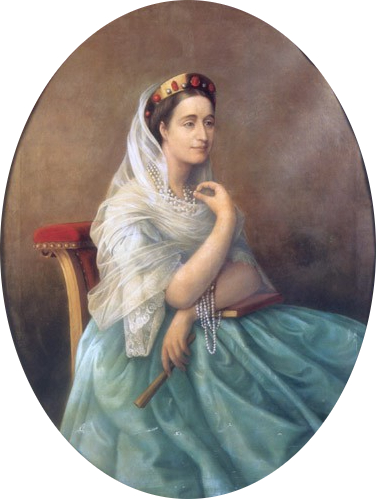
Portrait d'Eugénie commandé par Ismaïl Pacha à Gustave Le Gray en 1869, offert à l'impératrice lors de l'inauguration du canal de Suez.

Elle soutient contre les Anglais le projet français d'ouverture du canal de Suez, et en 1869 après un passage à Constantinople, une visite officielle qui a marqué les relations franco-turques pendant de longues années, elle alla l'inaugurer en personne avec les principaux monarques européens dont l'Empereur François-Joseph qui sera impressionné par sa beauté.
Le palais de Beylerbeyi, au bord du Bosphore, l'accueille pendant le séjour durant lequel elle visite, parmi tant d'autres lieux, le patriarcat arménien catholique et le lycée Saint-Benoît.
Elle pousse à l'invasion du Mexique, son entourage y voyant la perspective de l'émergence d'une grande monarchie catholique, modèle régional capable de contrer la république protestante des États-Unis et, par effet de dominos, de procurer des trônes pour les princes européens. Après le refus d'Henri d'Orléans (duc d'Aumale), candidat de l'empereur pour le futur trône mexicain, l'impératrice propose quant à elle Jean de Bourbon (comte de Montizón). Mais celui-ci fait valoir, le 16 septembre 1861, qu'il ne pourrait régner sur le Mexique qu'en étant « appuyé par les baïonnettes étrangères », ce qu'il refuse absolument. C'est finalement Ferdinand-Maximilien d'Autriche (frère de l'empereur François-Joseph Ier) qui accepte la couronne mexicaine, le 3 octobre 1863. Cette aventure se solde par un désastre.
L'impératrice prend aussi parti pour l'Autriche dans le conflit entre ce pays et la Prusse, ce qui fait le jeu du ministre-président de Prusse, le comte de Bismarck.
Enfin, elle est trois fois impératrice-régente de l'empire lors de la campagne d'Italie de l'empereur en 1859, de son voyage en Algérie en 1865, et en juillet 1870, après la déclaration de guerre et la capture de son mari par les Prussiens, essayant de gérer de son mieux la débâcle.
Les archives du ministère de la Maison de l'Empereur, sous Napoléon III, qui évoquent largement les interventions de l'impératrice Eugénie, notamment dans le domaine social et dans le domaine artistique, sont conservées aux Archives nationales dans la sous-série O/5.

### Miracle de Lourdes
En 1858, le prince impérial étant malade, elle envoie une de ses dames d'honneur, l'amirale Bruat, quérir un peu d'eau réputée miraculeuse à Lourdes. À la suite de la guérison de leur fils, le prince impérial Louis Napoléon, l'impératrice Eugénie convainc Napoléon III de donner l'ordre de réouverture de la grotte qui était fermée aux pèlerins.

### Protectrice des arts

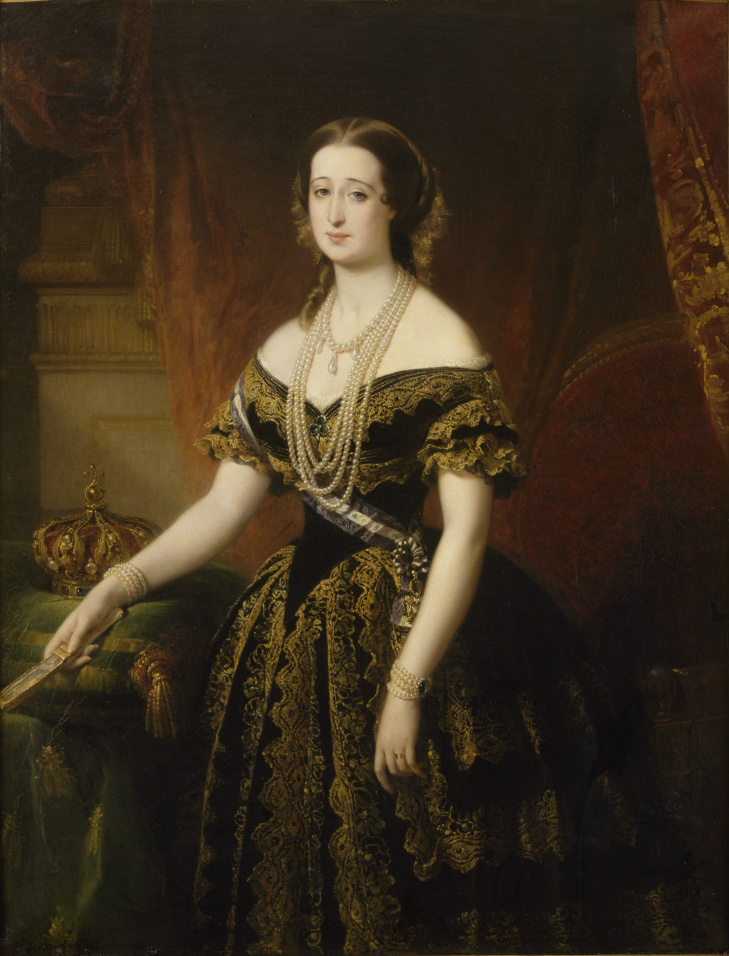
L'impératrice en 1854.

Durant la période de l'Empire autoritaire et dans une moindre mesure dans les années 1860, le domaine des arts et des lettres est soumis à la censure. Prêché par l'Église, le retour à l'ordre moral, appuyé par l'Impératrice Eugénie, est l'une des préoccupations du régime.
Dans la vie culturelle de la cour et de la France, elle participe à la création du style Napoléon III (poirier noirci torsadé et incrustations de nacre…), basé essentiellement sur l'inspiration, voire la copie, des styles passés, soutient son vieil ami Mérimée, inspecteur général des monuments historiques, fait en 1853 sénateur, puis commandeur et grand officier de la Légion d'honneur, Winterhalter, Waldteufel, Offenbach…[pas clair]

« Vers 1865, l'achèvement par Lefuel des salons de l'Impératrice aux Tuileries, dans le goût Louis XVI, créé un courant marqué en faveur du style Trianon […] Le Louis XVI-Impératrice pénètre dans tous les intérieurs élégants. Pour la première fois depuis la duchesse du Barry, une volonté féminine impose ses préférences mobilières […] Eugénie a vraiment la passion de Marie-Antoinette. Non seulement elle dépouille à son usage personnel le Garde-Meuble et même le musée du Louvre de leurs plus beaux meubles Louis XVI, mais elle en fait acheter sur sa cassette. Elle en meuble ses appartements privés aux Tuileries, à Saint-Cloud, à Compiègne, où les chefs-d'œuvre d'Oeben, de Beneman, de Riesener, voisinent sans vergogne avec les confortables et les poufs capitonnés […] elle commande à ses ébénistes des imitations qu'on pourrait qualifier d'admirables si des copies, mêmes parfaites, pouvaient avoir valeur d'originaux. Georges Grohé lui fournit les meilleures. »

« Confondant » souvent le mobilier national avec ses biens personnels, elle en réclame après le passage de l'Empire à la République :

« À la création du Second Empire, les collections du Mobilier furent rattachées à la Liste civile et de ce fait résulta la fiction qu'elles appartenaient à l'Empereur […]. C'est ainsi que l'Impératrice, lors de la liquidation de la Liste civile, put revendiquer sept tapisseries du Don Quichotte, à fond jaune, qui décoraient sa villa de Biarritz et qui lui furent abandonnées moyennant l'indemnité dérisoire de cent francs chacune : elles se vendraient aujourd'hui cent mille francs pièce. »

Dans son Journal d'un officier d'ordonnance / juillet 1870 - février 1871 (Paris, 1885) un certain Maurice d'Hérisson dit avoir « déménagé » une partie des appartements de l'Impératrice aux Tuileries en septembre 1870.
« À la suppression du musée des Souverains en 1873, des objets donnés par Napoléon III furent revendiqués par la famille […]. Les biens français du couple impérial ayant été mis sous séquestre en septembre 1870 — objet d'un litige qui ne fut réglé qu'en 1924 — il fut ensuite restitué à l'ex-impératrice des tableaux et des sculptures dont une partie fut vendue à Drouot dès 1881, et un grand nombre d'autres, envoyées en Angleterre, furent aliénées après sa mort en 1921, 1922 (tableaux) et 1927 (le contenu de Farnborough hill) ».

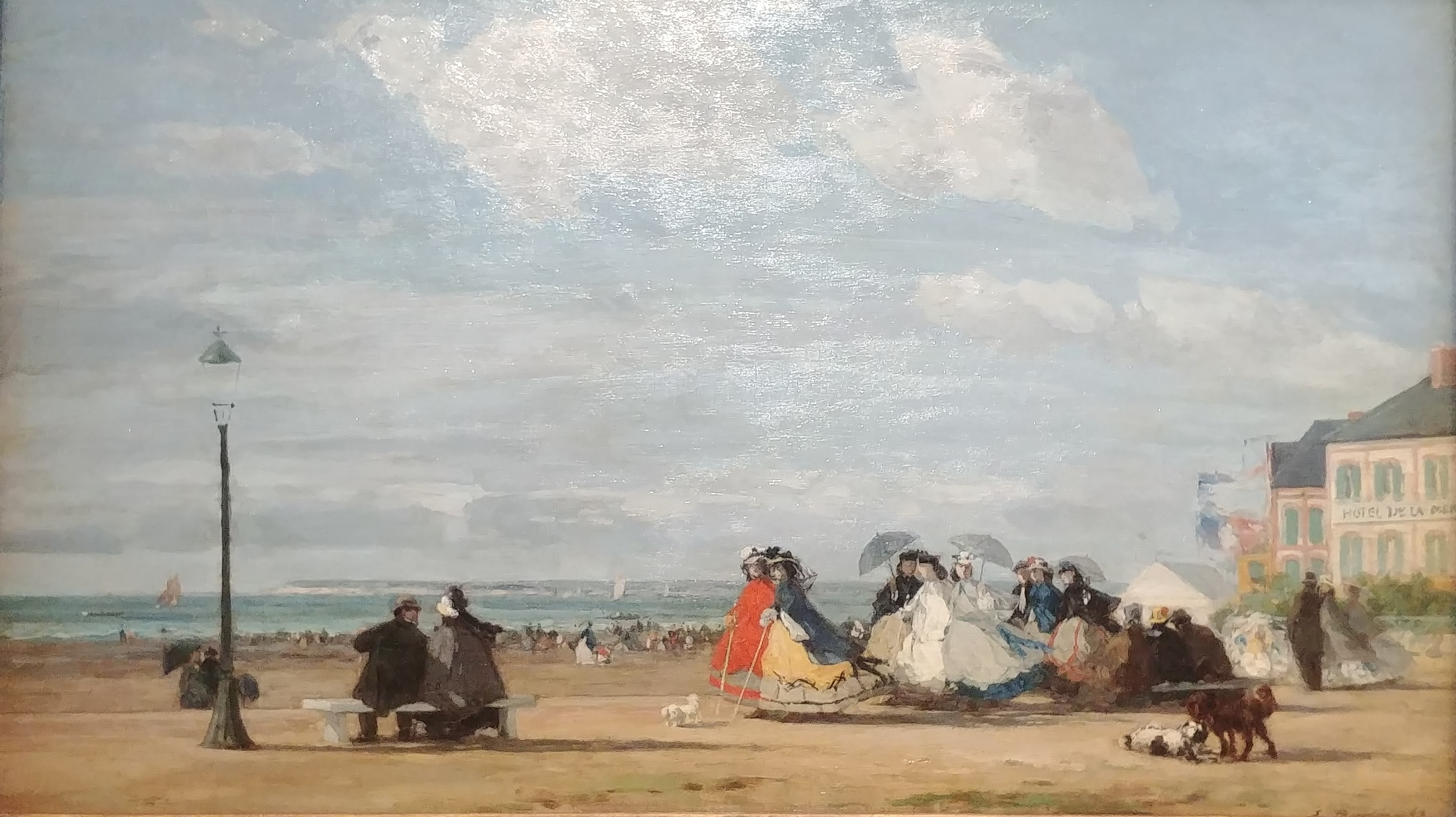
La plage à Trouville, L'Impératrice Eugénie,
Eugène Boudin, 1863,
Glasgow, collection Burrell.

Un grand nombre d'œuvres furent envoyées en Angleterre et aliénées après sa mort ; quelques-unes avaient été données ou furent rachetées en 1881 par Firmin Rainbeaux, ancien écuyer de l'Empereur et qui lui ressemblait physiquement, à qui Carpeaux avait offert en 1867 son buste en marbre. Ils se retrouvèrent dans la vente après décès de son fils Félix à Drouot où, le 22 octobre 1936, les musées nationaux mandatèrent l'antiquaire Élie Fabius pour acquérir la suite de douze aquarelles de Fortuné et de Fournier représentant des vues intérieures des palais des Tuileries, Saint-Cloud et Fontainebleau, divers objets dus à Biennais provenant de la reine Hortense, et des accessoires de sellerie… Mais l'antiquaire ne put acheter qu'en 1937 le buste de Napoléon III par Galbrunner d'après Iselin qui fut exposé dans la galerie d'Apollon du Louvre avant d'être restitué à son épouse, qui l'offrit à Rainbeaux.
On cite l'échange verbal de 1869 entre Eugénie et l'architecte Charles Garnier présentant au couple impérial la maquette du nouvel opéra parisien :

« Mais cela ne ressemble à rien, Monsieur Garnier, cela n'a pas de style !
- C’est du Napoléon III, Madame, et vous vous plaignez ! (Annales) »

### Eugénie et «la coquette»

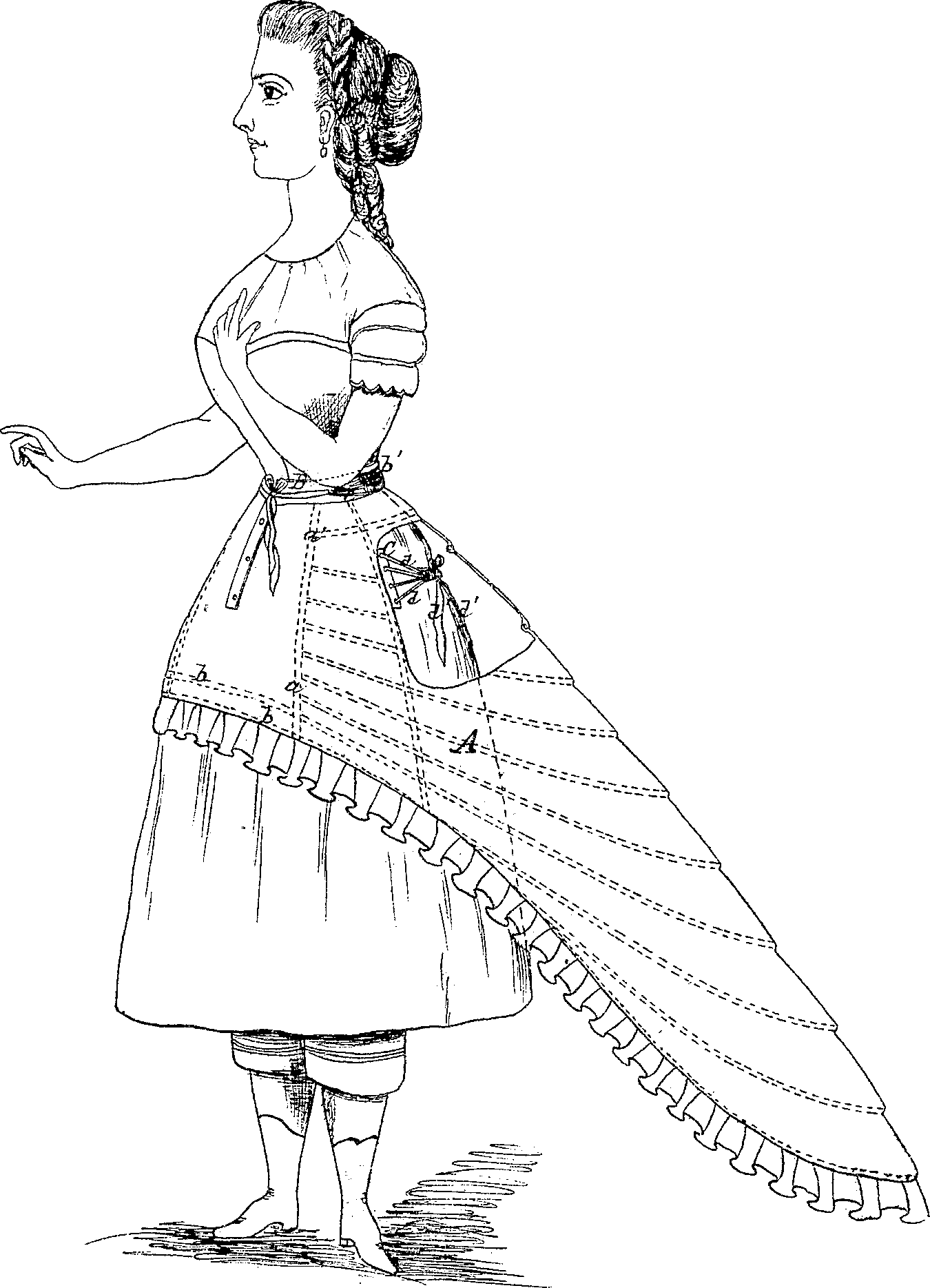
Tournure en 1867.

Eugénie de Montijo, appréciant fortement le village proche du lieu de sa lune de miel avec Napoléon III (parc de Villeneuve-l'Étang, territoire de la commune de Marnes-lès-Saint-Cloud), baptisa la commune avec le qualificatif « la coquette » et supprima le qualificatif « lès-Saint-Cloud ». D'ailleurs, l'église du village a été construite en son honneur et baptisée en son nom.
Elle-même « coquette », elle lance la mode au Second Empire, abandonnant notamment la crinoline à la fin des années 1860 au profit de la tournure (demi-crinoline ou crinolette), sous l'influence de Charles Frederick Worth, couturier en faveur à la cour. En matière d'accessoires, sa préférence va à la maison de luxe Maquet, où elle se fournit en articles de maroquinerie, en plus d’y commander son papier à lettres.

### Place des femmes
Ses amitiés dans la mouvance saint-simonienne lui donnent l'occasion de faire avancer la cause des femmes. Elle est personnellement intervenue en faveur de Julie-Victoire Daubié pour la signature de son diplôme du baccalauréat ainsi que pour la remise de la Légion d'honneur à la peintre Rosa Bonheur. Elle obtient que Madeleine Brès puisse s'inscrire en faculté de médecine.

### Collections de bijoux

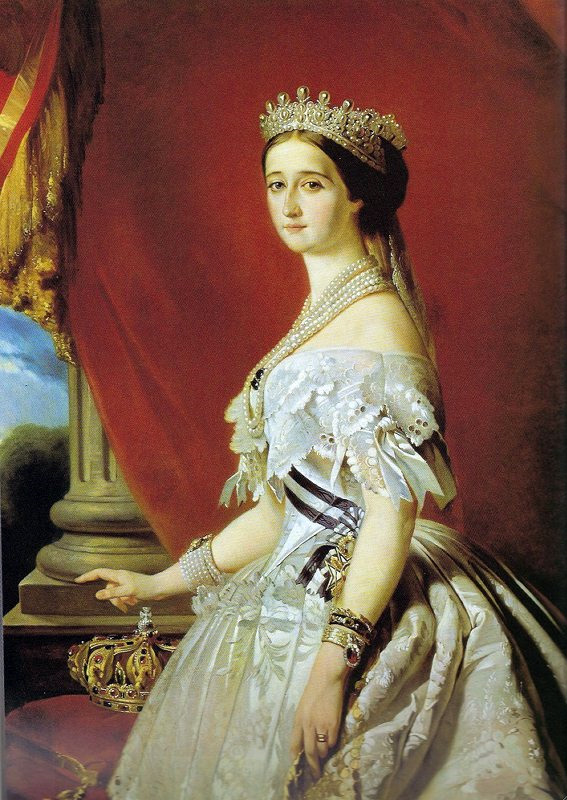
L'impératrice Eugénie parée d'un diadème de perles, de bracelets et colliers, par Franz Xaver Winterhalter (musée d'Orsay). Entre 1855 et 1870, l’État commanda 400 versions de la version en pied de ce portrait d'apparat à divers artistes afin d'orner les bâtiments officiels. Le portrait original fut présenté lors de l'Exposition universelle de 1855 puis installé au palais des Tuileries. Il a disparu lors du saccage des lieux durant la Commune de Paris (1871).

L'Impératrice possédait une des plus importantes collections de bijoux de son temps ; Catherine Granger rappelle que ses achats ont été globalement estimés à l'énorme somme de 3 600 000 francs, somme à rapprocher des 200 000 francs consacrés à l'achat d'œuvres d'art pour sa collection personnelle.
Le bijoutier-joaillier américain, Charles Tiffany, qui avait déjà acquis les joyaux de la couronne de France acheta au gouvernement la majeure partie des bijoux de l'ex-impératrice et les revendit aux dames de la haute société américaine.
La plupart d'entre eux ont ensuite appartenu à la mondaine Aimée de Heeren,, qui collectionnait des bijoux et s'intéressait en même temps à la vie de l'Impératrice.
Les deux femmes furent considérées comme les « reines de Biarritz » car elles passèrent l'été sur la côte basque, l'Impératrice dans la « villa Eugénie », aujourd'hui hôtel du Palais que lui fit construire Napoléon III en 1854 — édifice reconstruit et agrandi en 1903, dont le plan est en forme de « E » majuscule — Aimée de Heeren séjourna elle dans la villa « La Roseraie ».
Afin de faire face aux premières nécessités de leur exil à Londres, les souverains organisent une vente de bijoux chez Christie's, le 24 juin 1872, au 8 King Street, à Londres, où une foule de curieux se presse, car les journaux ont annoncé la vente, depuis plusieurs semaines (le catalogue précise « une partie de magnifiques joyaux appartenant à une dame de qualité », mais le nom de la propriétaire est sur toutes les lèvres). La vente comprend 123 lots : diadèmes, colliers, bracelets, éventails précieux. Parmi les pièces figurent deux rangs de grosses perles fines et surtout un extraordinaire ensemble en diamants et émeraudes. L'ensemble produisit 1 125 000 francs de l'époque.
Napoléon III avait reçu en cadeau de son oncle Joseph Bonaparte une magnifique perle dite la perle Pérégrine. Le couple royal la vend à James Hamilton, marquis et futur duc d'Abercorn, qui l'offre à sa femme Louisa,.
L'Impératrice Eugénie détenait une collection d'émeraudes colombiennes et, compte tenu de leur exceptionnelle qualité, il est probable qu'une partie des 25 émeraudes vendues se soient retrouvées dans la collection de bijoux Donnersmarck. En effet, l'industriel allemand le prince Guido Henckel von Donnersmarck commande (vers 1900), probablement au joaillier parisien Chaumet, un superbe diadème pour sa femme la princesse Katharina, composé de 11 émeraudes colombiennes exceptionnellement rares, en forme de goutte et pesant plus de 500 carats.
Le musée du Louvre œuvre depuis plusieurs années pour tenter de rassembler les joyaux de la couronne de France, avec l'aide de la Société des amis du Louvre, depuis la vente par l’État des bijoux de la couronne, du 12 au 23 mai 1887, et expose :
- la broche reliquaire, « agrafe rocaille » (85 diamants montés sur argent doré), qui avait été adjugée aux joailliers Frédéric Bapst et Alfred Bapst, puis attribuée au musée[52] ;
- depuis 1973, la paire de bracelets de la duchesse d'Angoulême (achetée 42 000 francs par Charles Tiffany, à la vente de 1887) a été léguée au Louvre par un grand collectionneur, Claude Menier[53] ;
- depuis 1988, la couronne (2 490 diamants et 56 émeraudes, montés sur or), réalisée en 1855 par le joaillier Alexandre-Gabriel Lemonnier (de) (joaillier officiel de la couronne)[54]. La couronne avait échappé à la vente de 1887 (estimée à 40 597 francs) et a été donnée au Louvre, par Roberto Polo ;
- depuis 1992, le diadème (en argent doublé or, 212 perles d'Orient et 1 998 diamants) réalisé en 1853 par Alexandre-Gabriel Lemonnier et qui appartenait auparavant à un ami d'Aimée de Heeren, le prince von Thurn und Taxis, possesseur par héritage d'un très important patrimoine artistique (diadème acheté 78 100 francs, à la vente de 1887). La Société des Amis du Louvre a pu l'acheter en vente publique, pour le Louvre[55] ;
- en 2001, la parure en or et mosaïques romaines, réalisée en 1810 pour l'Impératrice Marie-Louise, par le joaillier François-Régnault Nitot, joaillier de l’Empereur Napoléon Ier (parure achetée 6 200 francs, à la vente de 1887). La Société des Amis du Louvre a pu l'acheter en vente publique, pour le Louvre[56] ;
- en 2002, a pu être racheté, lors d'une vente publique organisée par les comtes de Durham, le diadème de la duchesse d'Angoulême (40 émeraudes et 1 031 diamants) réalisé en 1819 par les joailliers Christophe-Frédéric Bapst et Jacques-Evrard Bapst (joailliers de la couronne), avec le concours du dessinateur Steiffert (diadème acheté 45 900 francs par le collectionneur anglais). Il complétait une parure d'émeraudes et de diamants créée par le joaillier Paul-Nicolas Menière en 1814[57],[Note 7] ;
- en 2008, a pu être racheté le grand nœud de corsage en diamants réalisé en 1855 par le joaillier parisien François Kramer (joaillier personnel de l'Impératrice)[58]. Le bijou, acheté à la vente de 1887 par le joaillier Émile Schlesinger, était resté dans la famille Astor depuis plus de cent ans[59],[Note 8] ;
- en 2015, a pu être rachetée la broche d'épaule, réalisée en 1855 par le joaillier parisien François Kramer[60]. La broche est entrée dans les collections du Louvre le 11 février 2015.

Bijoux de l'Impératrice Eugénie
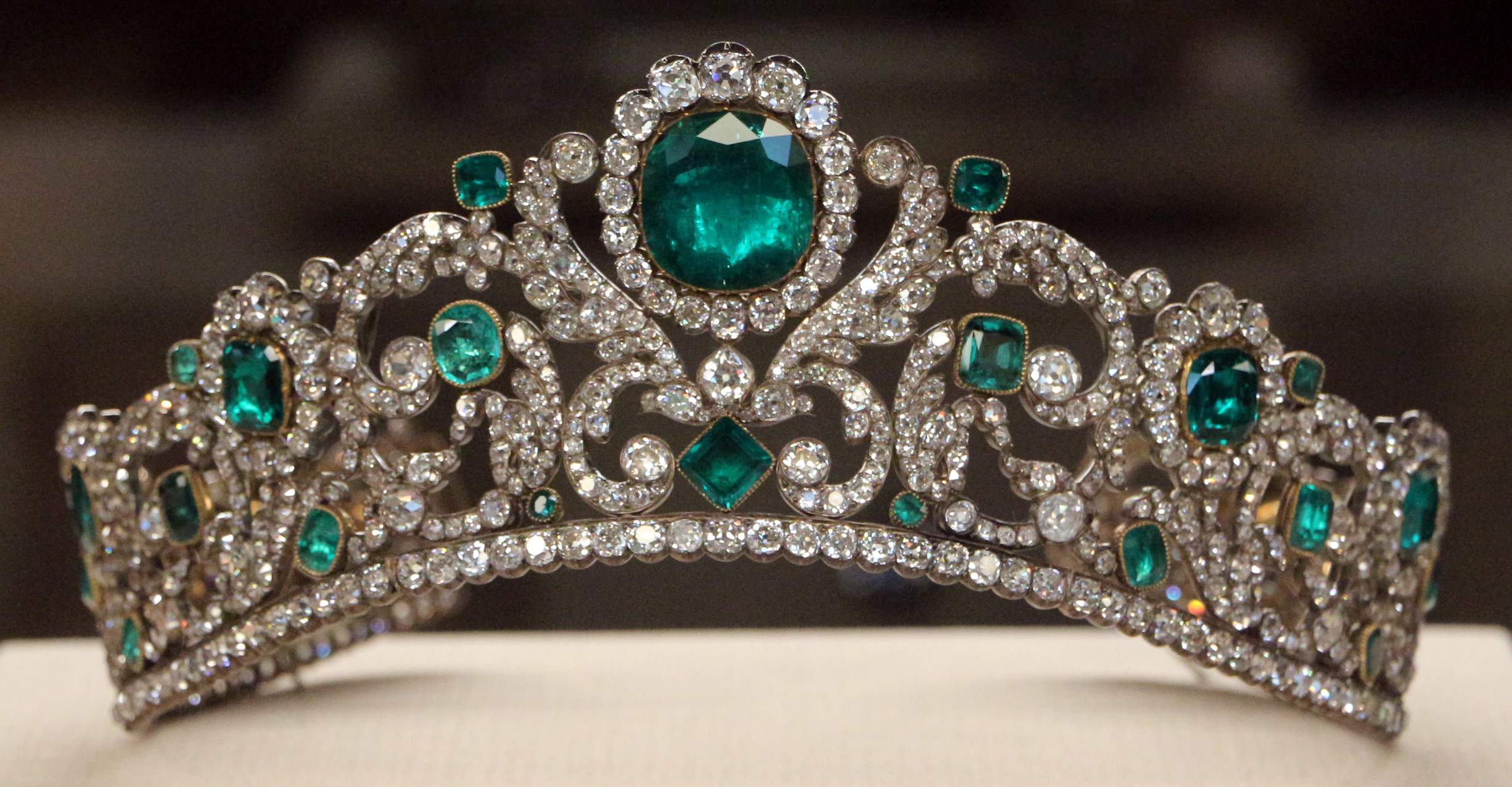
Diadème de la duchesse d'Angoulême (1819), par Christophe-Frédéric Bapst et Jacques-Evrard Bapst, musée du Louvre, Paris.
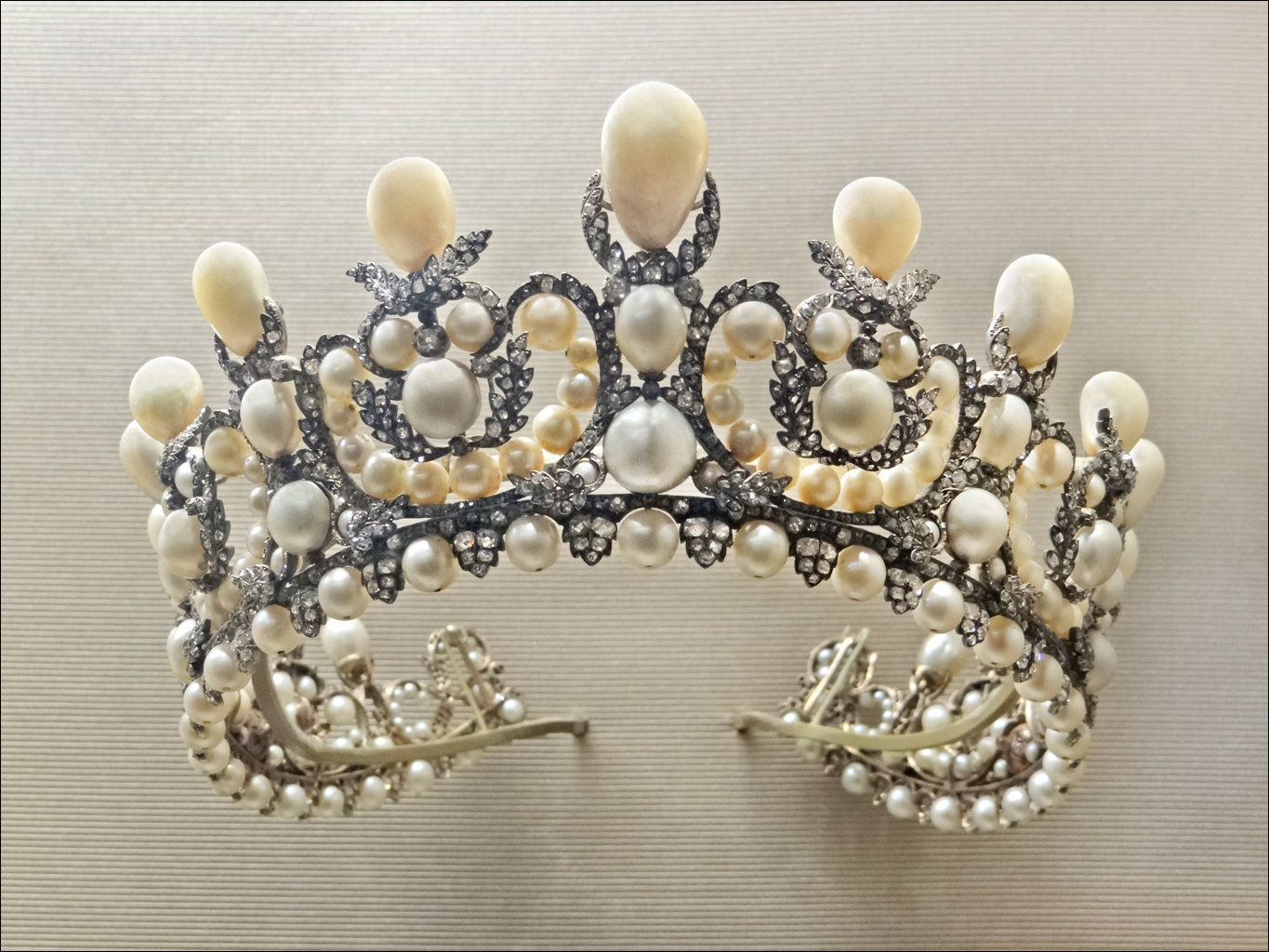
Diadème (1853), par Alexandre-Gabriel Lemonnier, musée du Louvre, Paris.
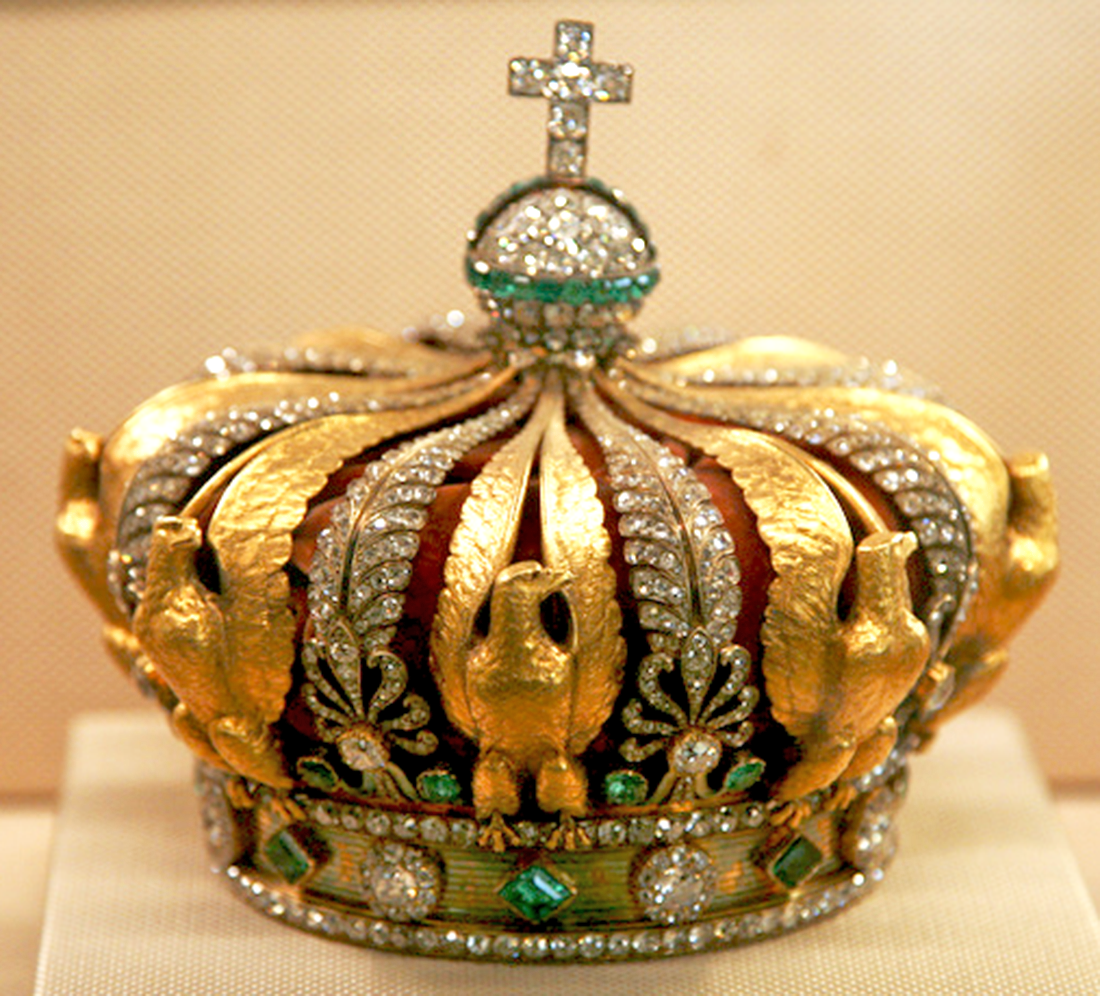
Couronne (1855), par Alexandre-Gabriel Lemonnier, musée du Louvre, Paris.

- La perle Régente (ou perle Napoléon), fut achetée en 1811 par Napoléon au joaillier François Regnault-Nitot, pour être offerte à sa nouvelle épouse, Marie-Louise, comme la pièce maîtresse d'un diadème de perles, qui était le principal composant d'une parure de perles complète. Figurant parmi les joyaux de la Couronne de France, elle se transmit d'impératrice à reine et de reine à impératrice. En 1853, à la demande de l'Impératrice Eugénie, elle fut montée en broche au milieu d'un feuillage de brillants et de perles, bijou qu'elle porta pendant plusieurs années[61]. Le bijou sera vendu en mai 1887 à Pierre-Karl Fabergé (joaillier de la couronne de Russie). Celui-ci, le revendra au prince Nicolaï Borisovitch Youssoupoff, où avec la révolution russe, la trace de la perle sera perdue dans la tourmente de l'histoire, durant plus d'un demi-siècle. Elle réapparaîtra, lors d'une vente aux enchères, le 12 mai 1988, chez Christie's, à Genève, puis dans une nouvelle vente aux enchères en 2005, où elle sera vendue pour un montant de 2,5 millions de dollars[62].
- Deux émeraudes rectangulaires, pesant respectivement 17,97 carats et 15,99 carats, ont été vendues par Christie's, à Genève, le 18 mai 2011, pour un montant de 372 372 dollars. Ces deux émeraudes colombiennes, qui avaient appartenu à l'Impératrice Eugénie, furent léguées, en 1920, à sa filleule, Victoire-Eugénie de Battenberg, reine consort d'Espagne. Celle-ci, exilée à Lausanne, en 1931, avait vendu les pierres, aux enchères, en décembre 1961[63].
- Une autre broche (devant-de-corsage), dite « broche feuilles de groseillier », commandée par l'Impératrice Eugénie, au joaillier Alfred Bapst, et fabriquée en 1855, a été vendue aux enchères, à Genève, chez Christie's, le 11 novembre 2014, pour un montant de 2 365 700 dollars[64],[Note 9].
- Depuis mai 2015, le bijoutier américain Siegelson[65], expose une paire de boucles d'oreilles, diamants et perles en forme de gouttes, ayant appartenu à l'Impératrice Eugénie. Ce sont probablement, les boucles d'oreilles qui apparaissent sur le tableau, peint en 1854, par Franz Xaver Winterhalter, où l'on voit de profil, l'Impératrice Eugénie. La valeur des bijoux est estimée à 10 millions de dollars[66],[67],[Note 10].

### Guerre franco-prussienne

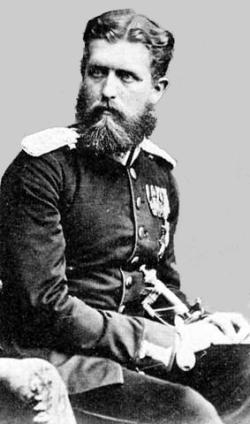
Le prince Léopold de Hohenzollern-Sigmaringen, petit-fils de la grande-duchesse de Bade Stéphanie de Beauharnais, était un cousin de l'Empereur mais aussi un prince prussien.

Les tensions avec la Prusse resurgissent à propos de la succession d'Espagne quand le prince Léopold de Hohenzollern dont le frère a été élu prince souverain de Roumanie en 1866, se porte candidat le 21 juin 1870 au trône d'Espagne, vacant depuis deux ans.
Un Hohenzollern sur le trône espagnol placerait la France dans une situation d'encerclement similaire à celui que le pays avait vécu à l'époque de Charles Quint. Cette candidature provoque des inquiétudes dans toutes les chancelleries européennes. En dépit du retrait de la candidature du prince le 12 juillet 1870, ce qui constitue sur le moment un succès de la diplomatie française, le gouvernement de Napoléon III, pressé par les belliqueux de tous bords (la presse de Paris, une partie de la Cour, les oppositions de droite et de gauche), exige un engagement écrit de renonciation définitive et une garantie de bonne conduite de la part du roi Guillaume Ier.
Le roi de Prusse confirme la renonciation de son cousin sans se soumettre à l'exigence française. Cependant, pour Bismarck, une guerre contre la France est le meilleur moyen de parachever l'unification allemande. La version dédaigneuse qu'il fait transcrire dans la dépêche d'Ems de la réponse polie qu'avait faite Guillaume de Prusse confine au soufflet diplomatique pour la France, d'autant plus qu'elle est diffusée à toutes les chancelleries européennes.
Tandis que la passion anti-française issue du premier empire français embrase les différents royaumes, grands-duchés et principautés allemands, la presse et la foule parisiennes réclament la guerre. Bien que tous deux personnellement favorables à la paix et à l'organisation d'un congrès pour régler le différend, Émile Ollivier et Napoléon III, qui ont finalement obtenu de leur ambassadeur la version exacte de ce qui s'était passé à Ems, se laissent dépasser par les partisans de la guerre, dont l'Impératrice Eugénie, mais aussi de ceux qui veulent une revanche sur l'empire libéral. Les deux hommes finissent par se laisser entraîner contre leur conviction profonde. Même s'il est de nature pacifique, Napoléon III est cependant affaibli par ses échecs internationaux antérieurs et a besoin d'un succès de prestige avant de laisser le trône à son fils. Il n'ose pas contrarier l'opinion majoritairement belliciste, exprimée au sein du gouvernement et au parlement, y compris chez les républicains, décidés à en découdre avec la Prusse, alors que quelques semaines plus tôt il avait hésité à s'opposer à la décision d'Ollivier de réduire le contingent militaire, et ce malgré les avertissements lucides de Thiers.

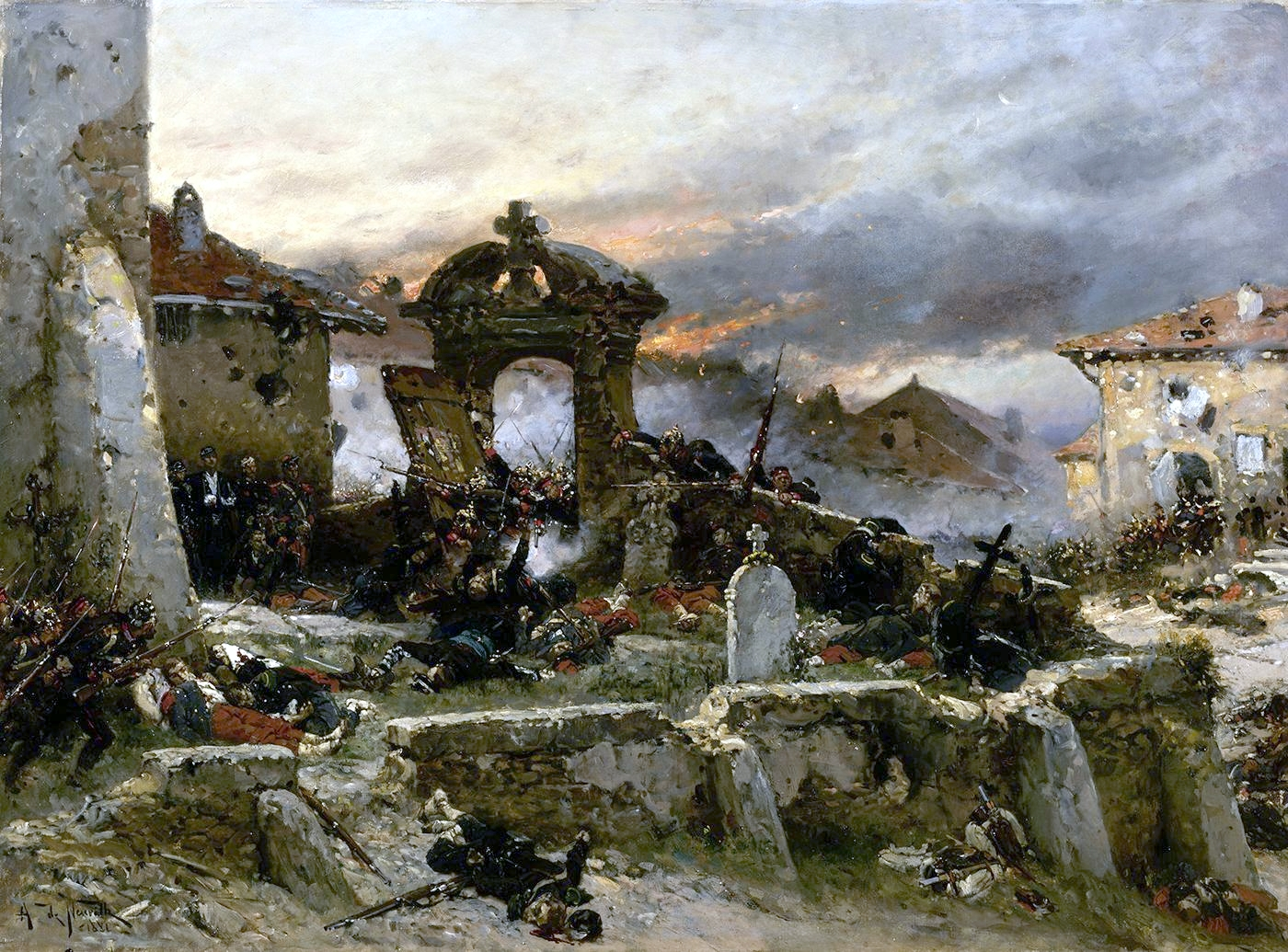
Le cimetière de Saint Privat par Alphonse de Neuville.

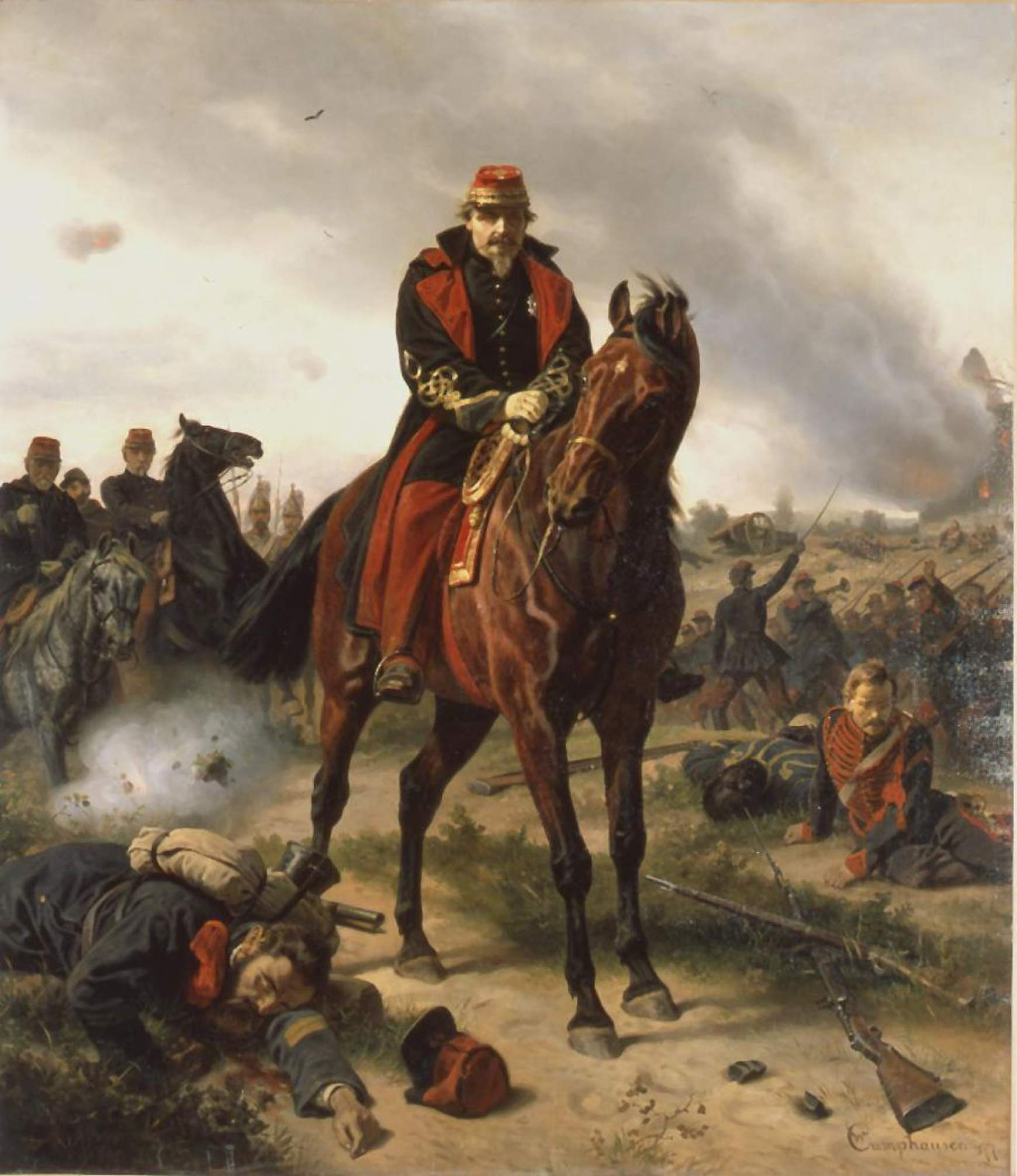
Napoléon III lors de la bataille de Sedan par le peintre allemand Wilhelm Camphausen.

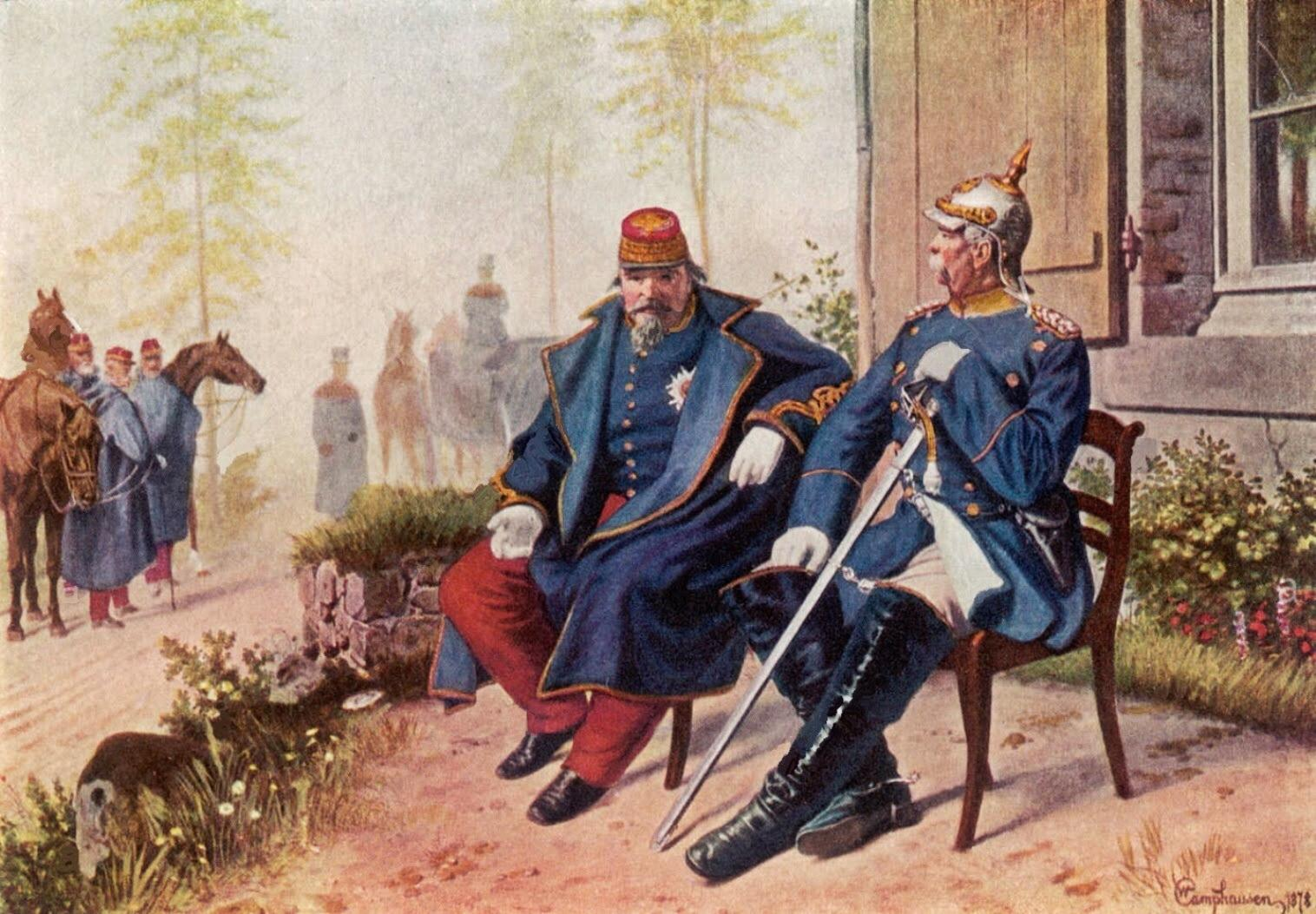
Napoléon III et Otto von Bismarck, après la défaite de Sedan, entrevue avec Bismarck à Donchery 1870 (peinture de 1878).

La guerre est déclarée le 19 juillet 1870 ; quand Napoléon III vint l'annoncer à ses proches se trouvant au château de Bagatelle à Paris, devant la joie manifestée par son épouse dansant avec son fils, leur ami le richissime collectionneur marquis d'Hertford aurait dit : « Cette femme nous mène à la ruine ! »
De fait, l'armée prussienne a d'ores et déjà l'avantage en hommes (plus du double par rapport à l'armée française), en matériels (le canon Krupp) et même en stratégie, celle-ci ayant été élaborée dès 1866.
Les premiers revers d'août 1870 sont imputés à Napoléon III et à Ollivier, ce qui fournit à la Chambre l'occasion de renverser le Premier ministre à une écrasante majorité, le 9 août 1870, laissant l'Empereur seul sur la ligne de front, qu'elle soit politique ou militaire.
Pendant que Napoléon III cherche « la mort sur le champ de bataille », l'impératrice, régente, nomme le bonapartiste autoritaire Cousin-Montauban, comte de Palikao, à la tête du gouvernement. Sous la pression de sa femme, Napoléon III renonce à se replier sur Paris et marche vers Metz au secours du maréchal Bazaine encerclé.
Ses troupes sont elles-mêmes alors encerclées à Sedan ; le 2 septembre, n'ayant pu trouver la mort au milieu de ses hommes, Napoléon III dépose les armes au terme de la bataille de Sedan et tente de négocier les clauses de la capitulation avec Bismarck près du village de Donchery. Le lendemain l'Empereur, désormais prisonnier, se rend en Belgique à Bouillon. Il prend ensuite le train pour être interné au château Wilhelmshöhe à Cassel en Allemagne.

### Chute du Second Empire
Le 4 septembre, la foule envahit le palais Bourbon tandis que l'Impératrice se réfugie chez le docteur Thomas W. Evans, son dentiste américain, qui organise sa fuite vers l'Angleterre. Le gouverneur de Paris, Louis Jules Trochu, reste passif et le régime impérial ne trouve guère de défenseurs, les soutiens traditionnels qu'étaient l'armée et la paysannerie étant trop loin, le traumatisme lié à la capitulation et à la captivité de l'Empereur trop important et la pression populaire à Paris et dans les grandes villes trop forte.
Des députés (dont Léon Gambetta et Jules Simon) se rendent à l'hôtel de ville de Paris et y proclament la République ; un gouvernement provisoire qui prend le nom de Gouvernement de la Défense nationale est alors formé.

## Après la chute de l'Empire

### Lettre du roi de Prusse

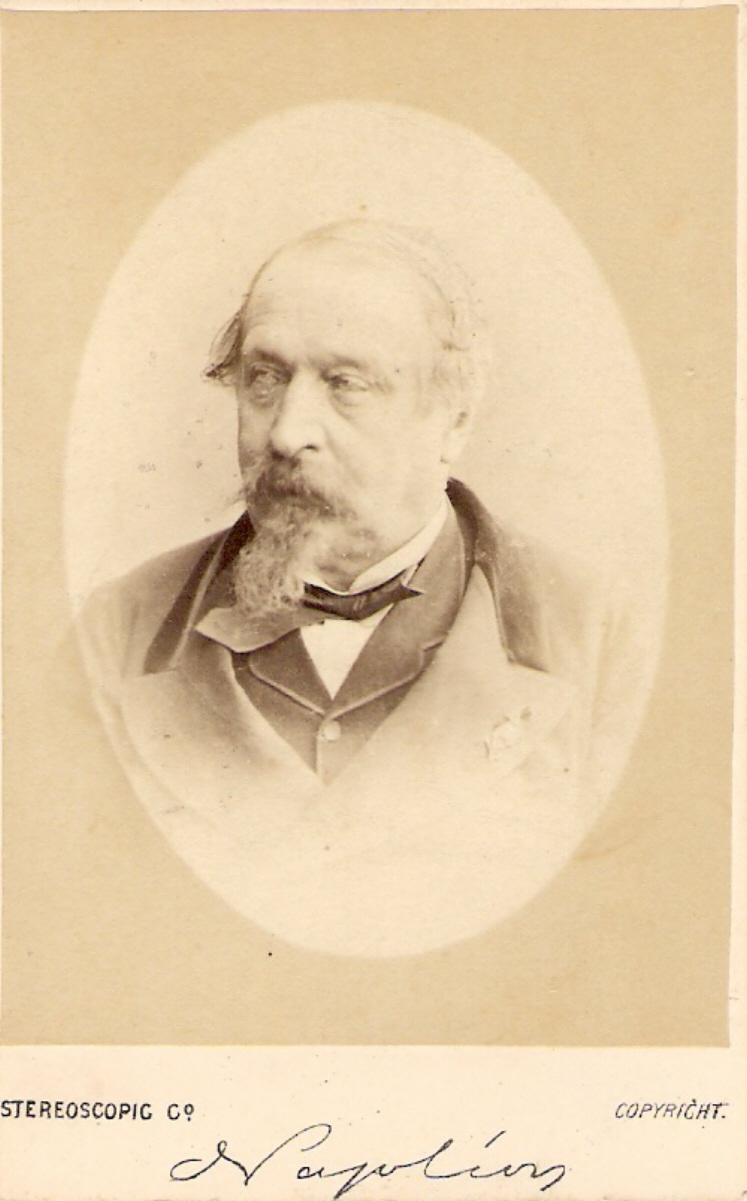
Napoléon III en 1870.

Le 23 octobre 1870, l'ex-impératrice, réfugiée en Angleterre, écrit au roi de Prusse Guillaume Ier en tentant de l'amener à renoncer à annexer ce qui deviendra l'Alsace-Moselle ; dès le 26, le souverain allemand répond par un refus.

« Madame,
J'ai revu la lettre que Votre Majesté a bien voulu m'adresser et qui a évoqué des souvenirs du passé que je ne puis me rappeler sans regrets !
Personne plus que moi ne déplore le sang versé dans cette guerre qui, Votre Majesté le sait bien, n'a pas été provoquée par moi.
Depuis le commencement des hostilités ma préoccupation constante a été de ne rien négliger pour rendre à l'Europe les bienfaits de la paix, si les moyens m'en étaient offerts par la France. L'entente aurait été facile tant que l'Empereur Napoléon s'était cru autorisé à traiter et mon gouvernement n'a même pas refusé d'entendre les propositions de Jules Favre et de lui offrir les moyens de rendre la paix à la France. Lorsque à Ferrière des négociations parurent être entamées au nom de Votre Majesté, on leur a fait un accueil empressé et toutes les facilités furent accordées au Maréchal Bazaine pour se mettre en relation avec Votre Majesté, et quand le général Boyer vint ici il était possible encore d'arriver à un arrangement si les conditions préalables pouvaient être remplies sans délai. Mais le temps s'est écoulé sans que les garanties indispensables pour entrer en négociations eussent été données.
J'aime mon pays comme vous, Madame, vous aimez le vôtre, et par conséquent je comprends les amertumes qui remplissent le cœur de Votre Majesté et j'y compatis bien sincèrement. Mais, après avoir fait d'immenses sacrifices pour sa défense, l'Allemagne veut être assurée que la guerre prochaine la trouvera mieux préparée à repousser l'agression sur laquelle nous pouvons compter aussitôt que la France aura réparé ses forces et trouvé des alliés. C'est cette considération seule, et non le désir d'agrandir une patrie dont le territoire est assez grand, qui me force à insister sur des cessions de territoires, qui n'ont d'autre but que de reculer le point de départ des armées françaises qui, à l'avenir, viendront nous attaquer.
Je ne puis juger si Votre Majesté était autorisée à accepter au nom de la France les conditions que demande l'Allemagne, mais je crois qu'en le faisant Elle aurait épargné à sa patrie bien des maux et l'aurait préservée de l'anarchie qui aujourd'hui menace une nation dont l'Empereur pendant vingt ans avait réussi à développer la prospérité.
Veuillez croire, Madame, aux sentiments avec lesquels je suis de Votre Majesté le bon frère
Guillaume
Versailles, le 26 octobre 1870 »

47 ans plus tard, en 1917, sous l'influence des États-Unis, les Alliés firent savoir à la France qu'il n'était pas question de lui restituer de façon inconditionnelle l'Alsace-Lorraine qu'ils considéraient comme un territoire allemand,.
C'est alors que l'ex-impératrice écrivit à Clemenceau pour lui apprendre l'existence de cette lettre, qu'elle lui céda en 1918 par l'entremise d'Arthur Hugenschmidt.

### Exil au Royaume-Uni

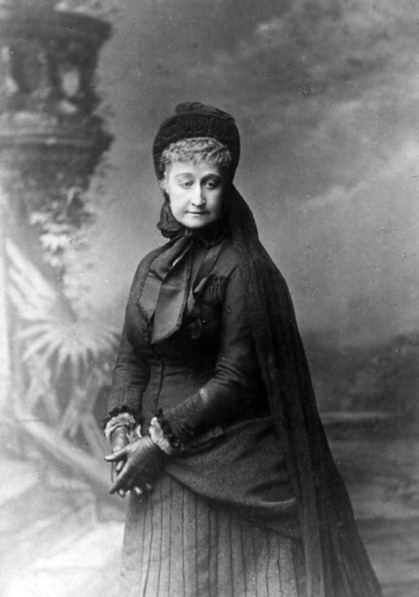
L'Impératrice Eugénie en 1880.

Après la chute de l'Empire, elle devance son époux encore prisonnier en Allemagne pour louer Camden Place, à Chislehurst en Angleterre. C'est dans cette demeure que Napoléon III meurt le 9 janvier 1873. Trois ans après, sa veuve laisse la direction du parti bonapartiste à Rouher, et se consacre à l'éducation de son fils, assisté de son précepteur Augustin Filon.
Le prince impérial Louis Napoléon Bonaparte est cadet, en Angleterre, de l'Académie royale militaire de Woolwich, puis versé dans un corps de cavalerie à destination de l'Afrique du Sud où il est tué par les Zoulous le 1er juin 1879 à Ulundi dans le Natal, lors d'une patrouille dans le bush ; une stèle commémorative y fut posée sur ordre de la reine Victoria. Le prince est enseveli dans l'uniforme anglais.
Un an après, Eugénie fait un pèlerinage au Zoulouland ; elle voyage incognito sous son nom habituel de « comtesse de Pierrefonds ».
Elle s'installe en 1885 à Farnborough Hill, dans le Hampshire.
« Un grand parc qui monte ; immenses prairies et très beaux arbres : à un tournant d'allée on aperçoit la maison très nombreuse et variée avec beaucoup de toits pointus […] dans une sorte de jardin d'hiver, la grande statue du Prince impérial par Carpeaux avec le chien Nero (dont la nombreuse descendance est dans le chenil), maison peuplée de tant de gloires, de splendeurs, tous les portraits silencieux, toutes ces reliques, ces meubles, ces objets qui ont été associés à ces gloires et à ces splendeurs, et qui maintenant ne sont plus que des souvenirs. »
— Lucien Daudet, Dans l'ombre de l'impératrice Eugénie, 1935.
Près de sa nouvelle demeure, Eugénie fonde en 1881 l'abbaye Saint-Michel (St Michael's Abbey) de Farnborough, œuvre de l'architecte français Hippolyte Destailleur, conçue comme un lieu de prière et un mausolée impérial. Les dépouilles de Napoléon III et du prince impérial Louis-Napoléon sont transférées, depuis Chislehurst, dans la crypte de l'église abbatiale de Saint-Michel.
Quand elle séjourne à Londres, Eugénie séjourne au Brown's Hotel.

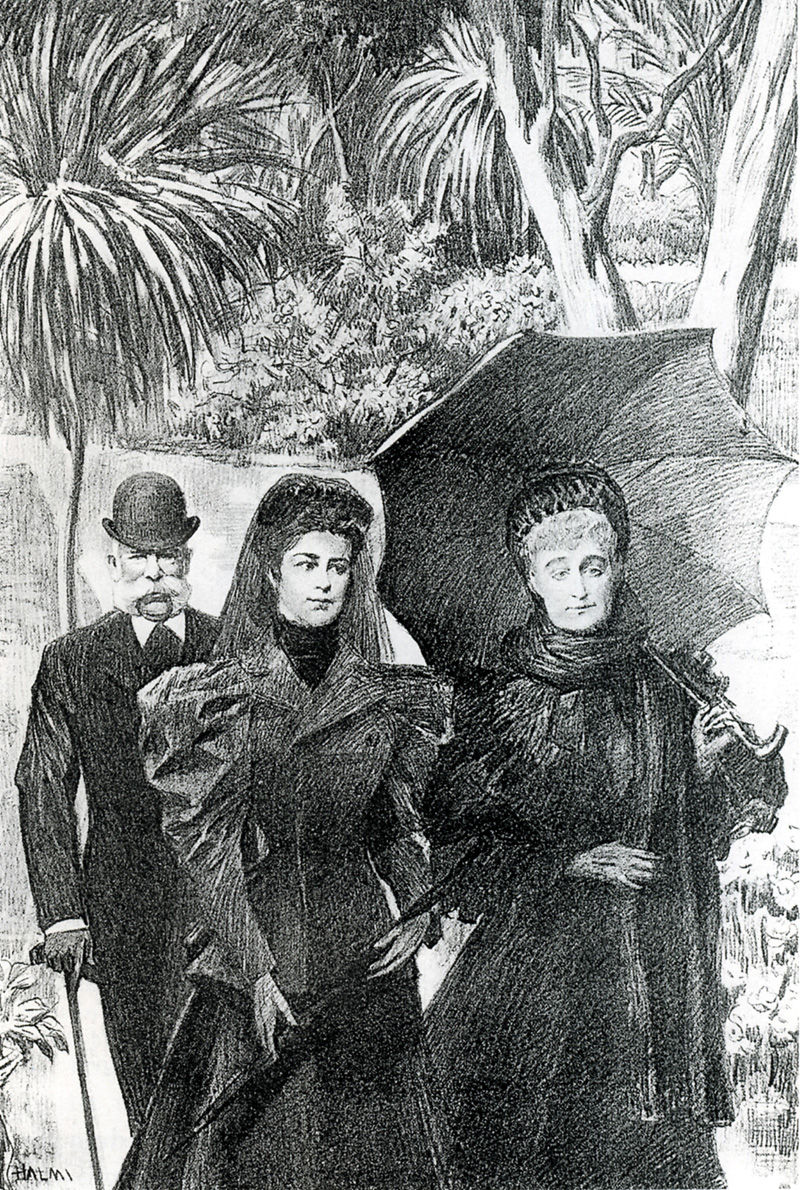
Eugénie en compagnie de l'Impératrice Élisabeth d'Autriche dite Sissi et de son époux l'Empereur François-Joseph au cap Martin.

En 1892, afin de disposer de sa propre résidence au cap Martin et ne plus y être l'invitée quasi permanente de l'Impératrice Élisabeth d'Autriche (plus connue sous le surnom de « Sissi »), elle fait construire la villa Cyrnos par Hans-Georg Tersling.
Durant l'affaire Dreyfus, elle est dreyfusarde convaincue, à l'encontre des bonapartistes français, qui croyaient tous à la trahison et honnissaient les « complices du traître ».
En 1904, elle donne au musée Carnavalet le berceau qui avait été offert par la ville de Paris au prince impérial à sa naissance, dessiné par Victor Baltard et réalisé par les frères Grohé et la maison Froment-Meurice (1856). Après sa rencontre en 1911 avec Jean Ajalbert, conservateur du musée de La Malmaison, elle cède également des aquarelles et vues du château par Auguste Garneray.
En 1906, âgée de 80 ans, elle fut la marraine de la princesse Victoria de Battenberg, petite-fille de la reine Victoria du Royaume-Uni, lorsqu'elle est baptisée dans la religion catholique romaine pour pouvoir épouser le roi Alphonse XIII d'Espagne.
Bien qu'en retrait de la vie politique, et malgré son âge avancé, elle reste d'une grande curiosité pour son temps et la modernité. Ainsi le 11 septembre 1909, vivement intéressée par les essais du pionnier de l'aviation Samuel Franklin Cody, elle assiste à la présentation de son appareil sur un champ d'aviation, le Laffan's Plain, situé à Farnborough, non loin du domaine de l'Impératrice.

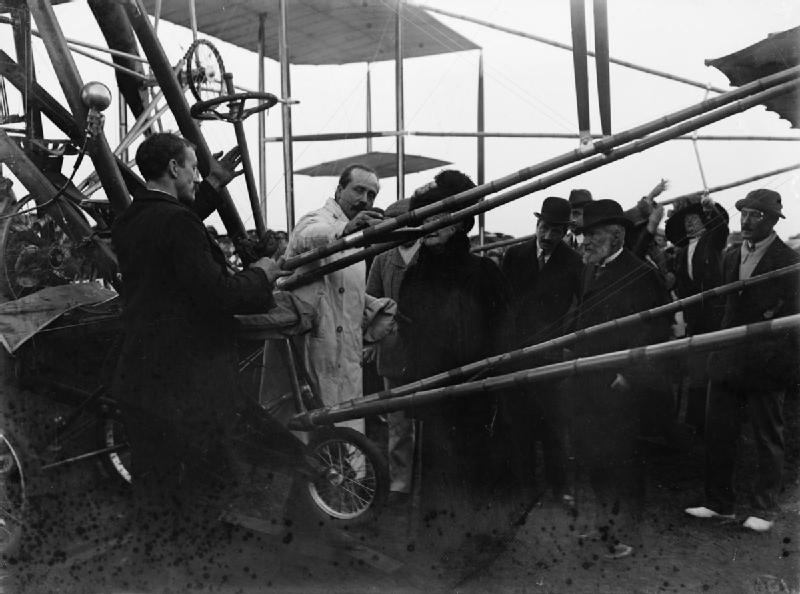
Samuel Franklin Cody (manteau clair) montre à l'ancienne impératrice (juste à sa gauche, visage caché) des détails de son appareil.
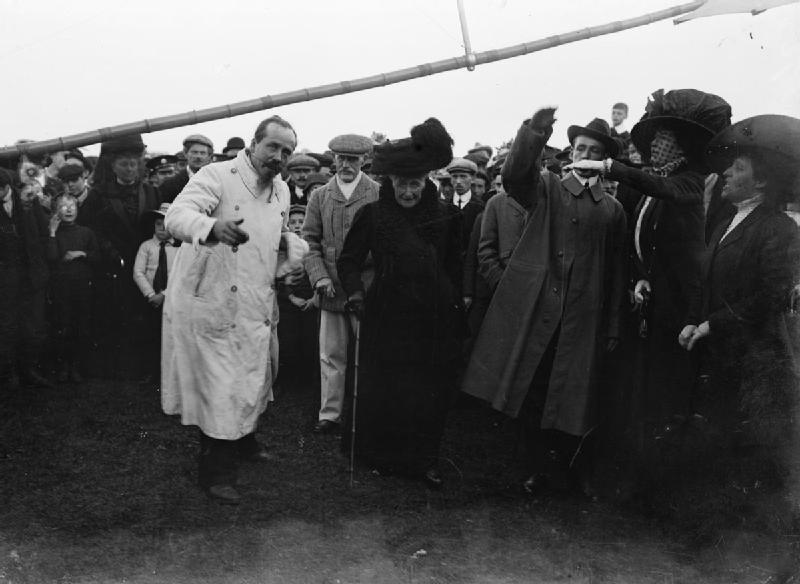
Autre vue de Samuel Franklin Cody (son manteau présente des taches de graisse mécanique) et de l'ancienne impératrice (au centre), entourés par la foule, lors de la présentation de l'appareil dont on n'aperçoit ici qu'une partie de la structure.

Visitant, vers 1910, son ancienne résidence du château de Compiègne devenu musée, l'ex-impératrice octogénaire s'arrête près d'une fenêtre, se met à pleurer et ressent un malaise en se remémorant cette époque ; le guide l'interpelle pour continuer la visite : personne ne remarque qu'il s'agit de l'ex-impératrice des Français ; seul un homme la reconnaît et lui apporte un verre d'eau.
Plus tard, en 1914, voulant cueillir une fleur d'un des parterres du jardin des Tuileries, où elle a longtemps habité, elle se fit sermonner par le gardien qui ne l'avait pas reconnue.

### Mort et funérailles

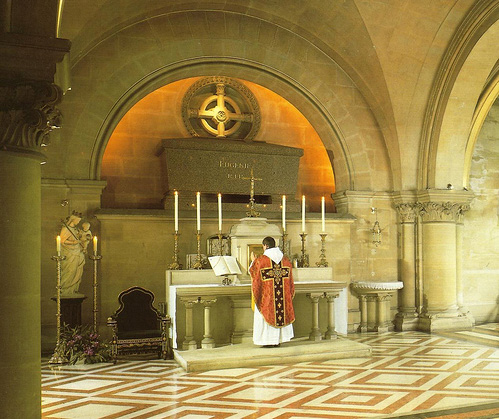
Tombe de l'impératrice, de son époux et de leur fils.

Ayant survécu près d'un demi-siècle à son mari et à son fils unique, elle mourut à 94 ans, le 11 juillet 1920, au palais de Liria à Madrid — qui conserve encore le portrait du jeune prince impérial sur la terrasse de Saint-Cloud par Winterhalter (1864), ayant orné le bureau de Farnborough Hill et racheté à l'une des ventes de juillet 1927 par ses neveux, ducs d'Albe. Incendié lors de la guerre civile espagnole de 1936, le palais fut reconstruit après 1955 par Cayetana Fitz-James Stuart, la fille unique du 17e duc.
La veuve du dernier monarque français laissait comme héritiers le prince Victor Napoléon, chef de la maison impériale, titulaire d'un majorat lié à ce titre et nouveau détenteur de ses biens anglais, sa fille aînée la princesse Marie-Clotilde pour ce qui restait en France du patrimoine de la famille impériale (encore en litige avec l'État), le duc d'Albe et la duchesse de Tamamès.
Elle est inhumée dans la crypte impériale de la chapelle néo-gothique de l'abbaye Saint-Michel de Farnborough, avec son époux et son fils. Le roi britannique George V a assisté à son requiem
Lors de ses obsèques, la République française est représentée symboliquement par un attaché d'ambassade en poste à Madrid, Robert Chapsal et un drapeau français est placé sur le cercueil ; l'abbé de Saint-Michel l'enlève pour le remplacer par le drapeau anglais, et déclare : « Maintenant, reposez en paix, Votre Majesté ».
Depuis la fin du XXe siècle, est ponctuellement évoqué par différentes personnalités françaises, le rapatriement de la dépouille de Napoléon III et donc aussi celles de l'impératrice et du prince impérial mais sans que ces demandes n'aient jamais eu l'approbation des descendants de la famille impériale, ni aient été portées ou soutenues par l'État français.

## Un héritage dispersé

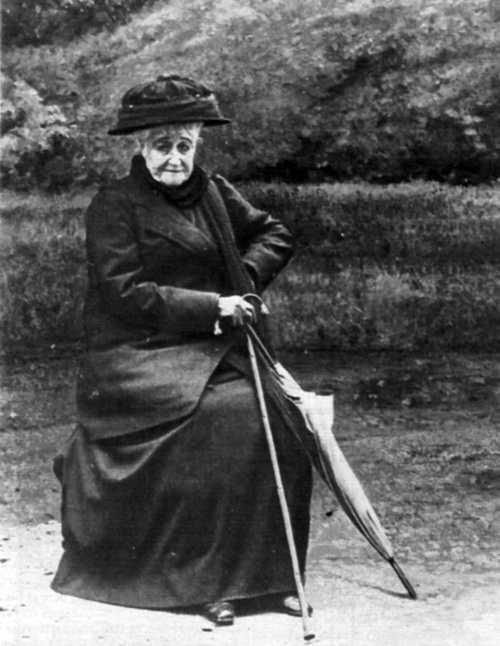
L'impératrice Eugénie en 1920.

La volonté de l'ex-impératrice de transmettre à des Bonaparte sa dernière demeure anglaise et son mobilier ne fut pas respectée, car dès 1921 et 1922, deux ventes de tableaux anciens et modernes de ses collections furent organisées à Londres par Christie's, et à la suite de la mort en 1926 de Victor Napoléon laissant deux enfants mineurs, sa veuve, née Clémentine de Belgique, dut se séparer par deux ventes organisées en juillet 1927 par la maison londonienne Hampton, le contenu de Farnborough Hill sur place, après que Joseph Duveen eut « prélevé » à son profit (et pour un prix resté secret) Le Pêcheur napolitain et Jeune Fille à la coquille, célèbres marbres de Carpeaux.
Les autres sculptures de Carpeaux atteignirent des prix élevés, mais la sagacité d'Élie Fabius, associé à ses collègues Martin Bacri et Léon Bourdier, permit le retour en France d’œuvres emblématiques, dont Le Prince impérial et son chien Nero, le « meuble serre-bijoux » de l'Impératrice par Charon frères et Rivart (vers 1855, musée national du château de Compiègne) et plusieurs meubles de Grohé, qui font l'objet en 1928, avec des objets acquis à cette house sale par d'autres enchérisseurs, d'une exposition-vente inédite au pavillon Osiris de La Malmaison, organisée par ce trio de marchands.
La collection de « peintures, sculptures, gravures, meubles et objets divers, manuscrits, souvenirs » (dont le jeu de petits chevaux de Mlle de Montijo) des derniers Bonaparte à avoir régné - constituée par le Docteur et Mme Gerrand, fut exposée au public sous le nom de « musée de l'Impératrice » à Pierrefonds, et donné en 1950 à la ville de Compiègne.

## Postérité

### Filmographie

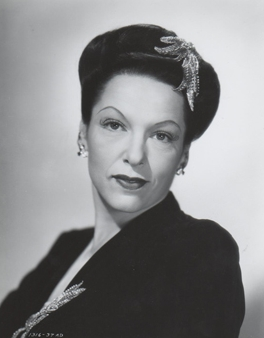
Gale Sondergaard incarne l'impératrice Eugénie dans Juarez en 1939.

En 1937, elle est jouée par Raymonde Allain dans le film Les Perles de la couronne réalisé par Sacha Guitry.
En 1939, elle est incarnée par Gale Sondergaard dans le film Juarez réalisé par William Dieterle.
Le film Violettes impériales de Richard Pottier, sorti en 1952, fait référence à la rencontre d'Eugénie et de Napoléon III. Eugénie y est incarnée par l'actrice Simone Valère.
Elle est incarnée par Lucienne Legrand dans le film La Castiglione (1954) de Georges Combret, aux côtés de Paul Meurisse incarnant Napoléon III.

### Documentaire
En 2010, un documentaire-fiction, intitulé Eugénie, la dernière impératrice, lui est consacré dans le cadre de l'émission Secrets d'Histoire, présentée par Stéphane Bern.
L’émission revient sur son règne jusqu'à son exil en Angleterre après la défaite contre la Prusse. Le documentaire revient également sur son amitié avec la reine Victoria, les travaux d'Haussmann et de Garnier à Paris qu’elle supervisa ainsi que sur l’inauguration du canal de Suez.

### Autres hommages
Le yacht Eugénie, commandé par marché du 15 juillet 1852 à Schneider, directeur des forges du Creusot, est acquis en 1863 pour la somme de 160 000 francs.
L'Impératrice fait de Biarritz sa villégiature. Napoléon III y fait construire en 1854 la villa Eugénie, l'actuel hôtel du Palais ; le bâtiment initial brûle le 1er février 1903, et est reconstruit dans l'esprit d'antan, mais en plus grand.
La station thermale d'Eugénie-les-Bains dans les Landes, créée en 1861, tient son nom de l'Impératrice. Les eaux Saint-Loubouer, une des sources qui composera la nouvelle station sous le nom de « source Saint-Loubouer Impératrice », profitent ainsi de la notoriété qu'apportait l'Impératrice aux stations thermales des Pyrénées voisines.
Elle a donné son nom au riz à l'impératrice, dessert fait de riz au lait avec des fruits confits, mais aussi à l’archipel de l'impératrice Eugénie, dans le golfe de Pierre-le-Grand au nord-ouest de la mer du Japon. Ces îles relèvent de la ville de Vladivostok.
Plusieurs variétés de plantes portent le nom de l'impératrice, comme la fraise Empress Eugénia, obtenue par le docteur Knewett d'Isleworth ou la cerise Impératrice Eugénie obtenue par M. Varenne,.
Lors d'une de ses expéditions au Gabon, l'explorateur Paul Belloni du Chaillu découvre dans le Sud du pays dans la localité de Fougamou des chutes qu'il nomme en son honneur « chutes de l'Impératrice Eugénie ».
La comptine L'Empereur, sa femme et le petit prince fait référence à Napoléon III, à l'Impératrice Eugénie et au prince impérial.
La planète mineure (45) Eugénie a été nommée en son honneur.
Le jardin de l'Impératrice-Eugénie, à Paris, est nommé en sa mémoire.

## Titulature
- 1839-1853 : Son Excellence doña Eugenia de Palafox Portocarrero de Guzmán y KirkPatrick, comtesse de Teba ;
- 1853-1870 : Sa Majesté Impériale l'impératrice des Français ;
- 1870-1920 : Sa Majesté Impériale l'impératrice Eugénie.

## Galerie

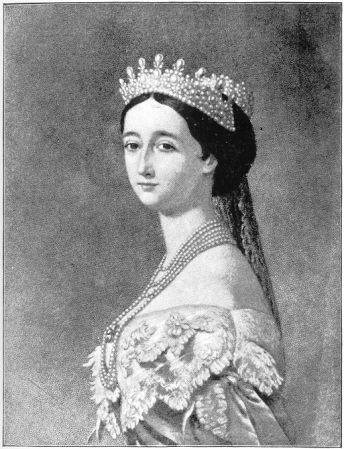
Impératrice Eugénie.
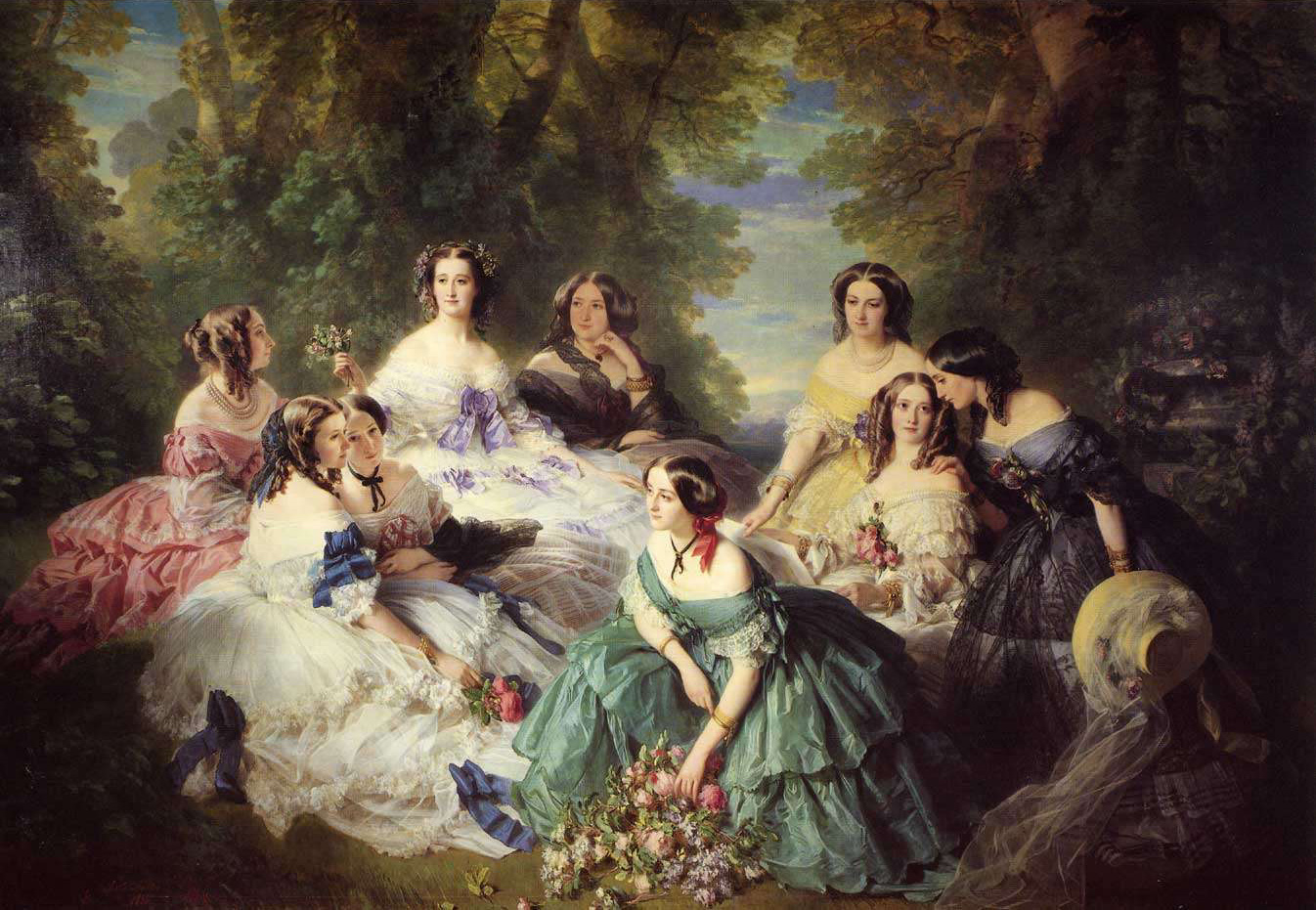
L'Impératrice Eugénie entourée de ses dames d'honneur, par Winterhalter (1855).
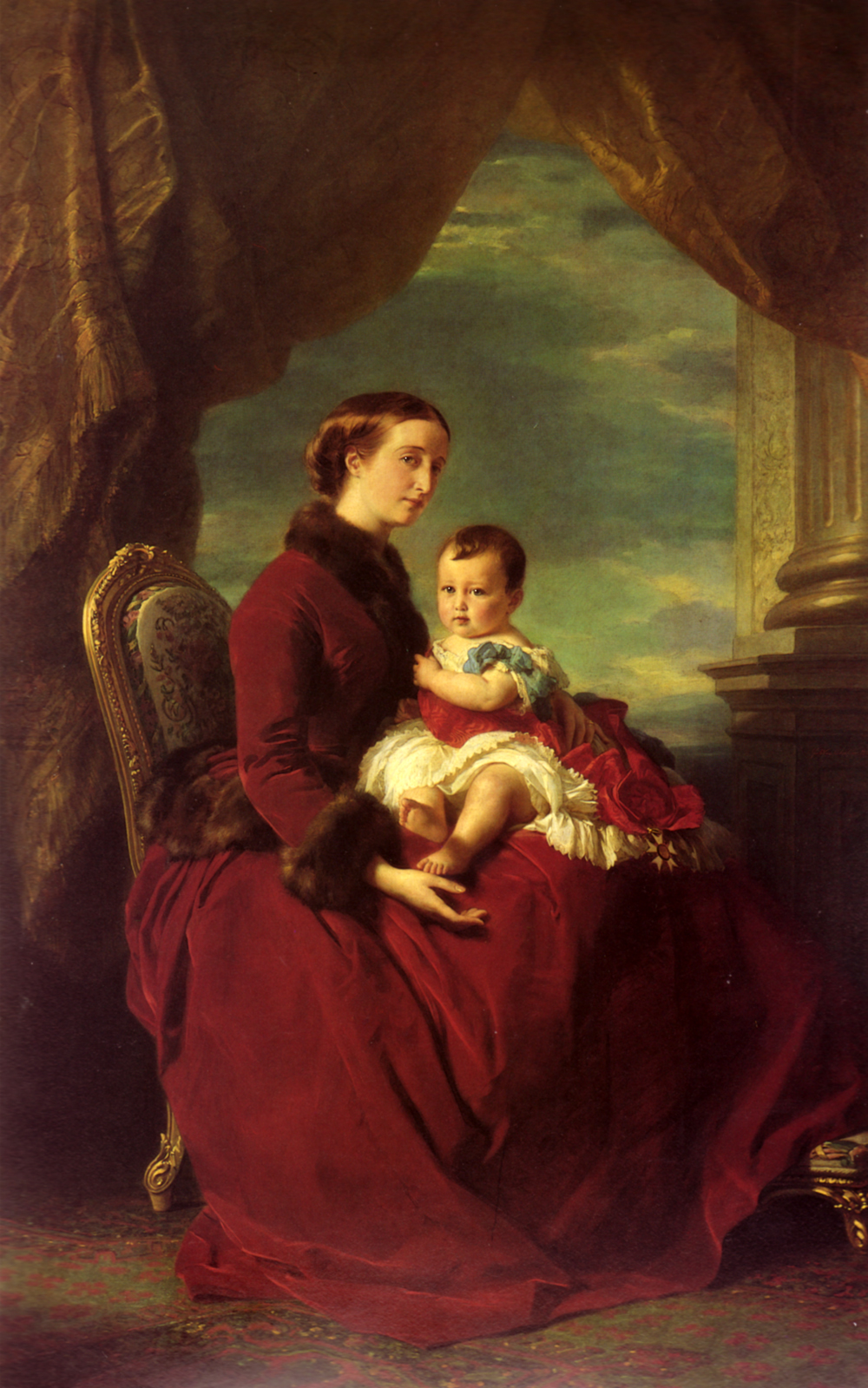
Eugénie portant son fils Louis Napoléon, par Winterhalter (1857).
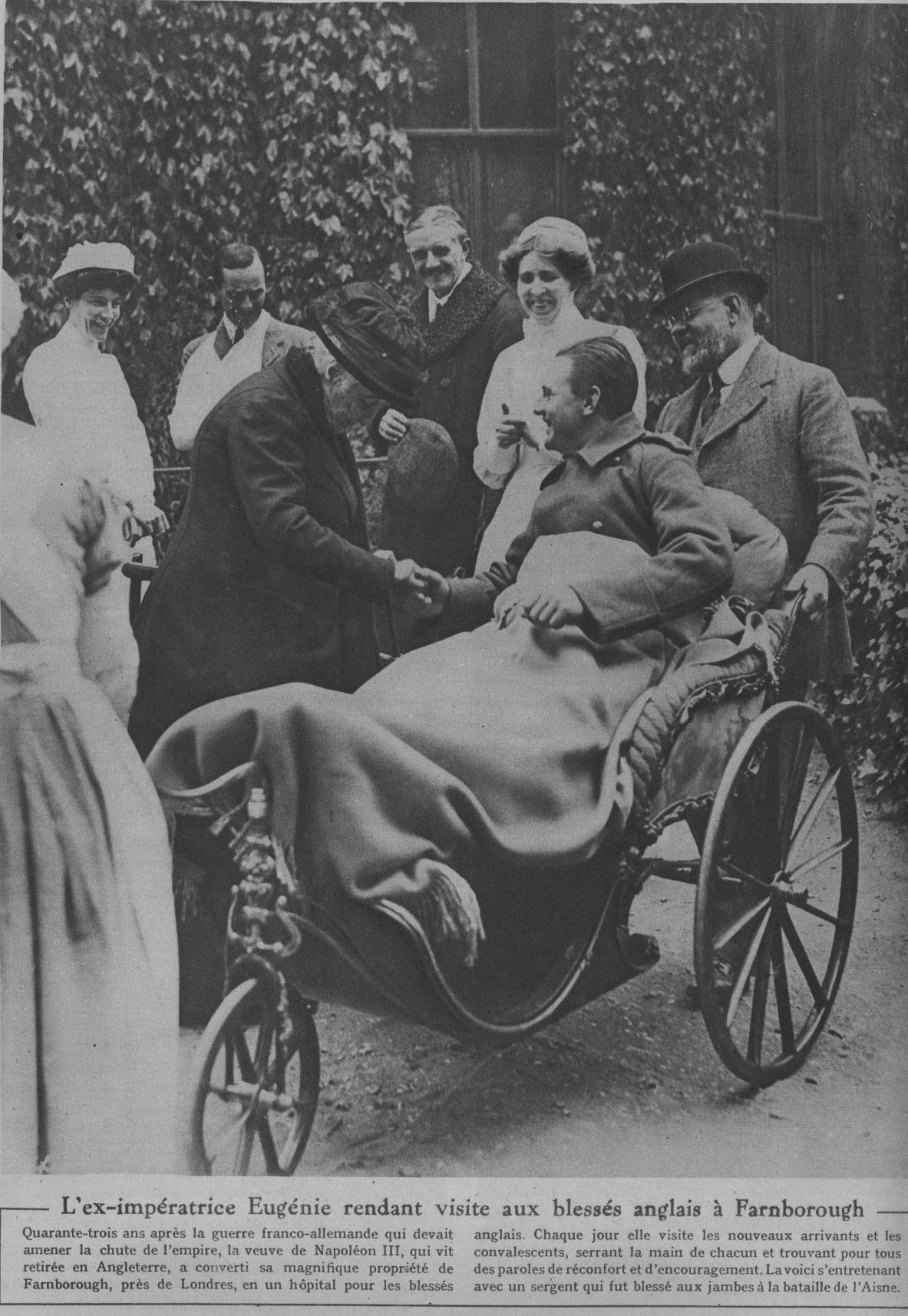
L'Impératrice en octobre 1914, saluant un blessé.